# Chery Automobile

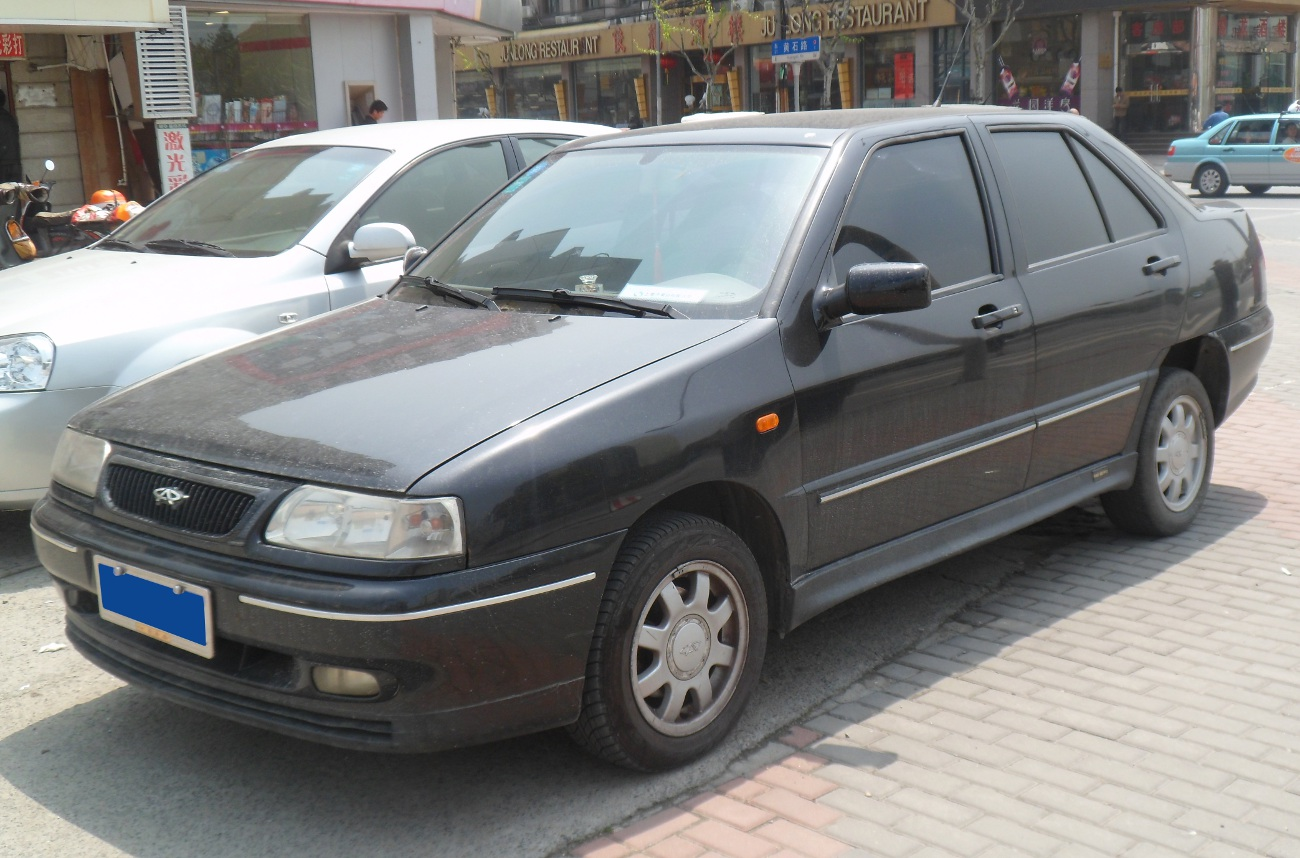
Chery Fengyun (1999)

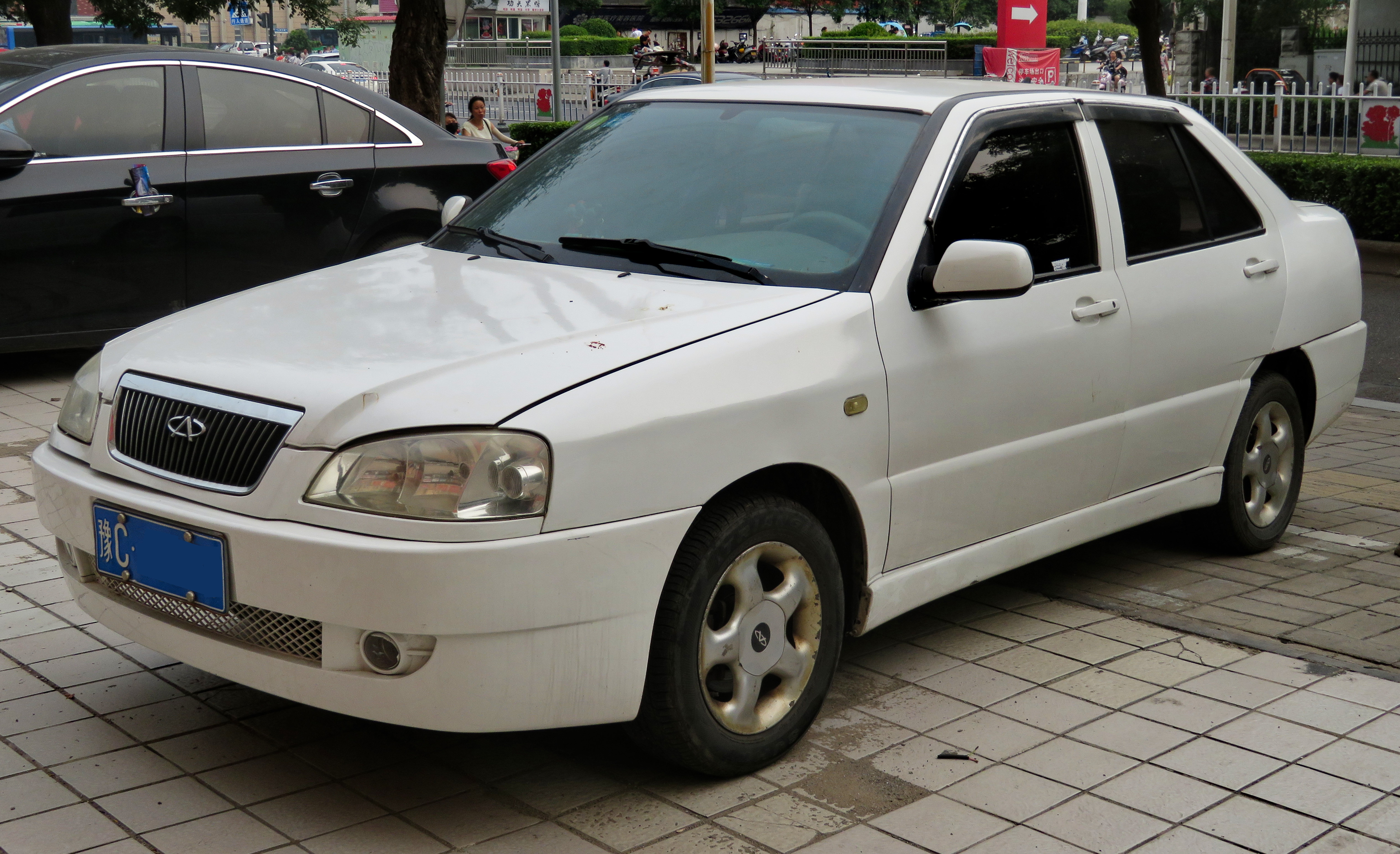
Chery Cowin (2003)

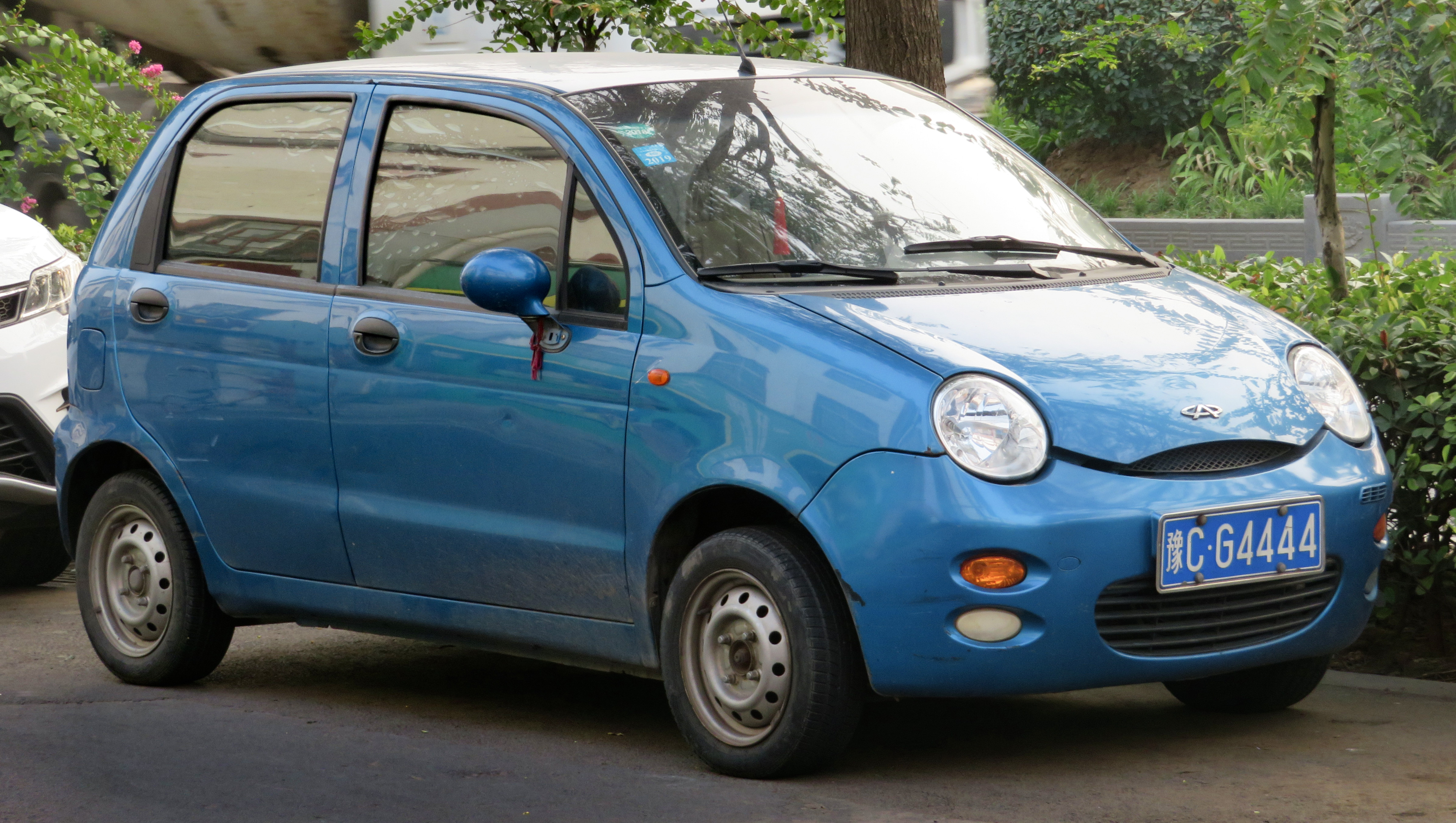
Chery QQ (2003)

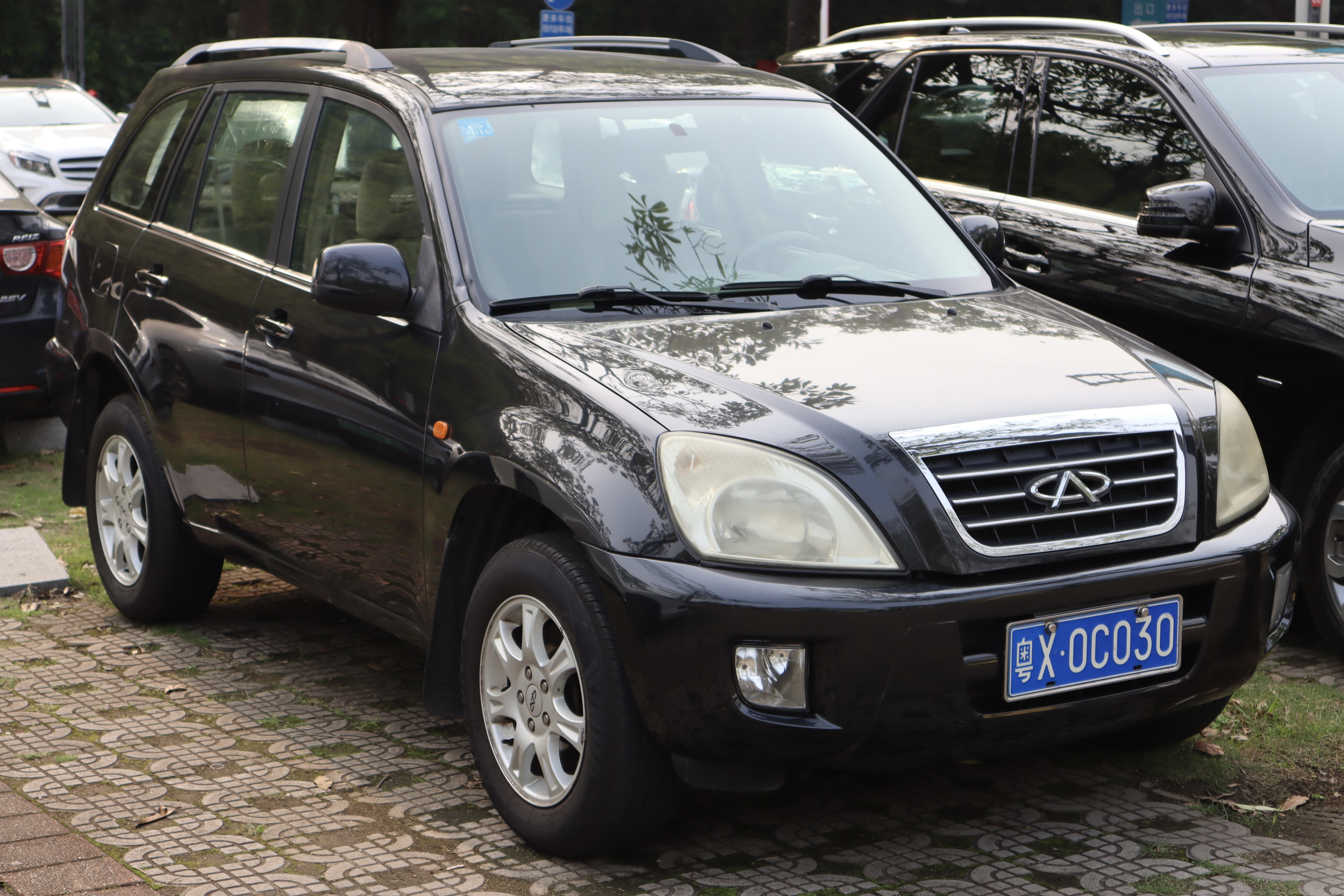
Chery Tiggo (2005)

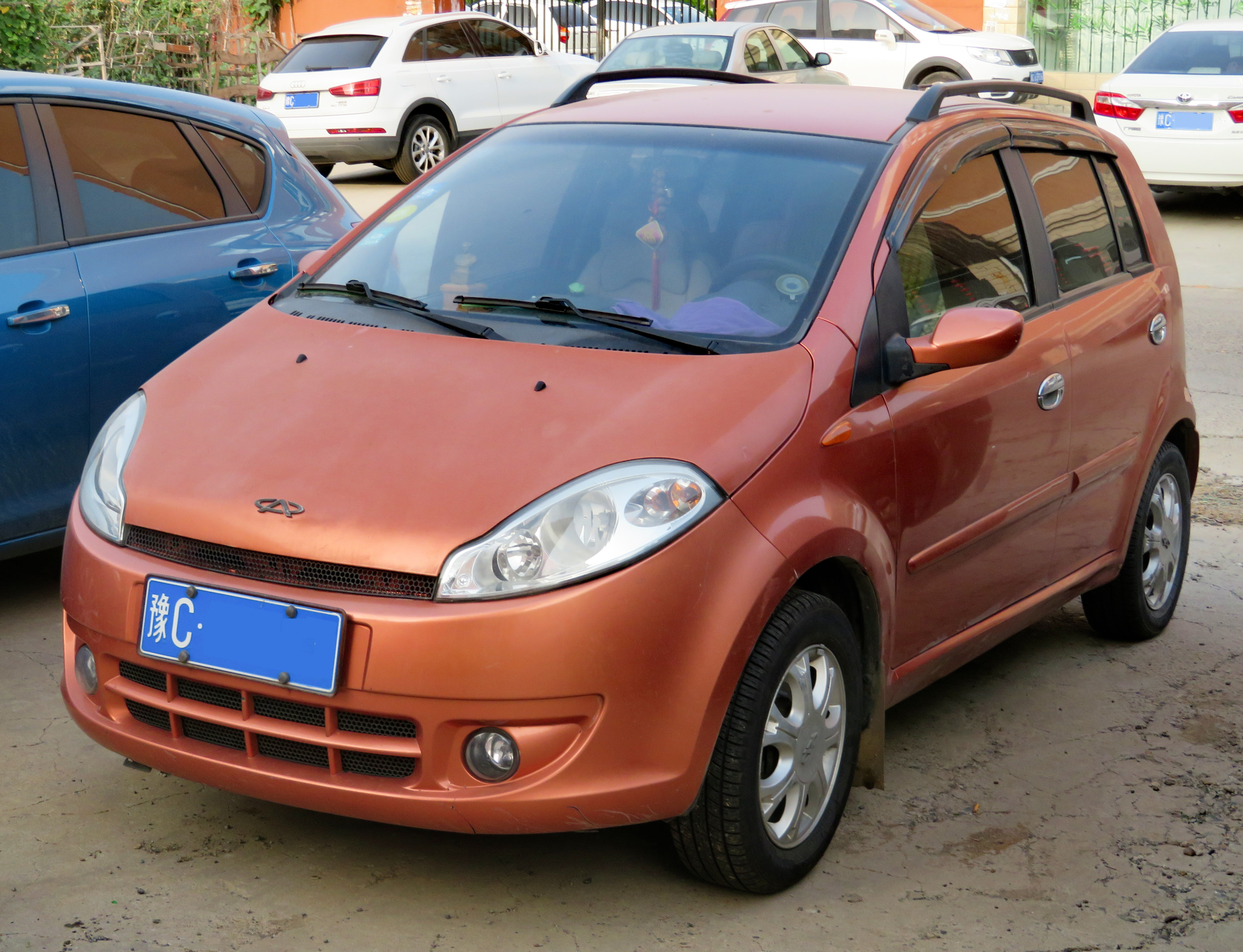
Chery A1 (2007)

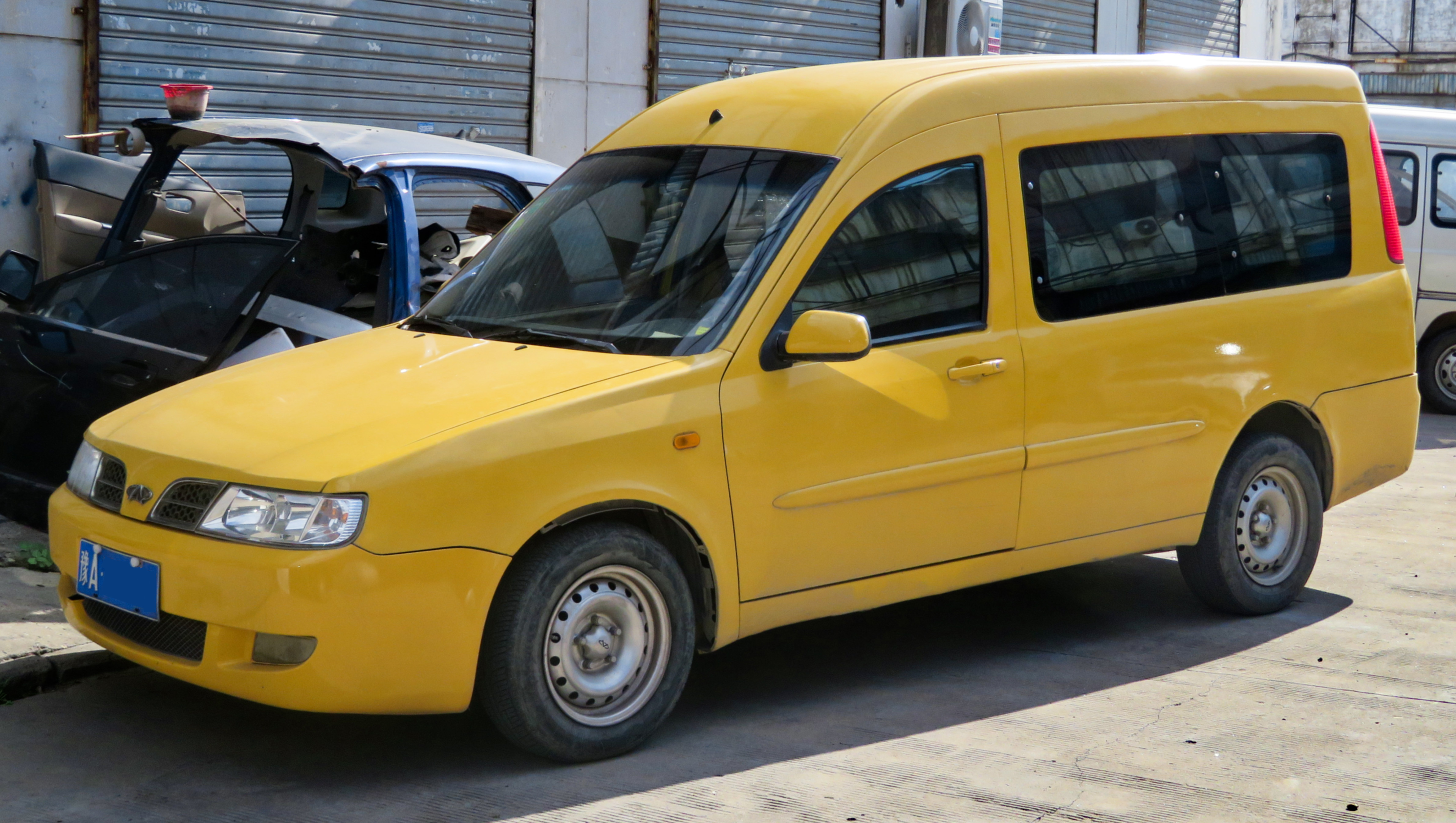
Chery Karry (2007)

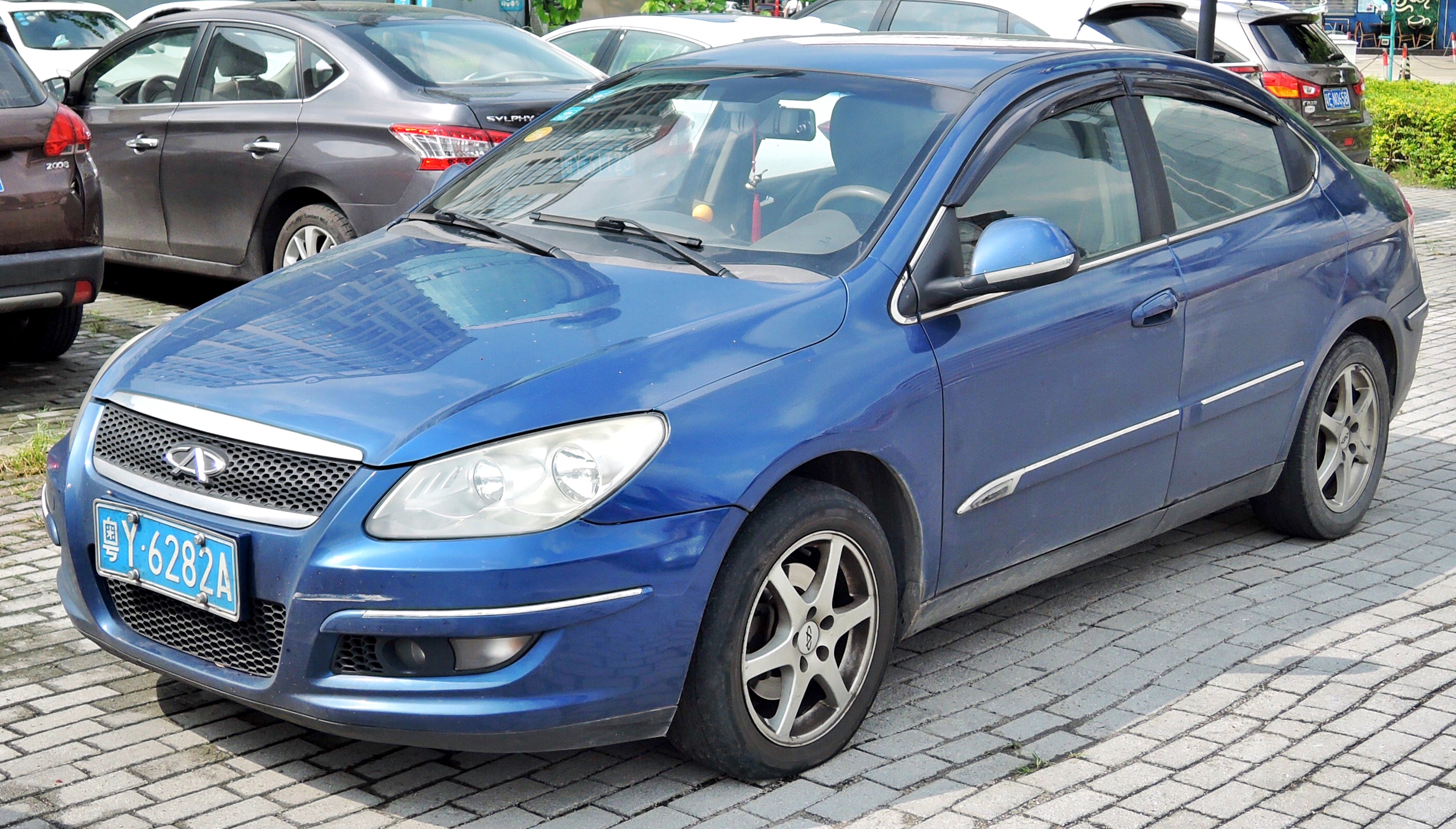
Chery A3 (2008)

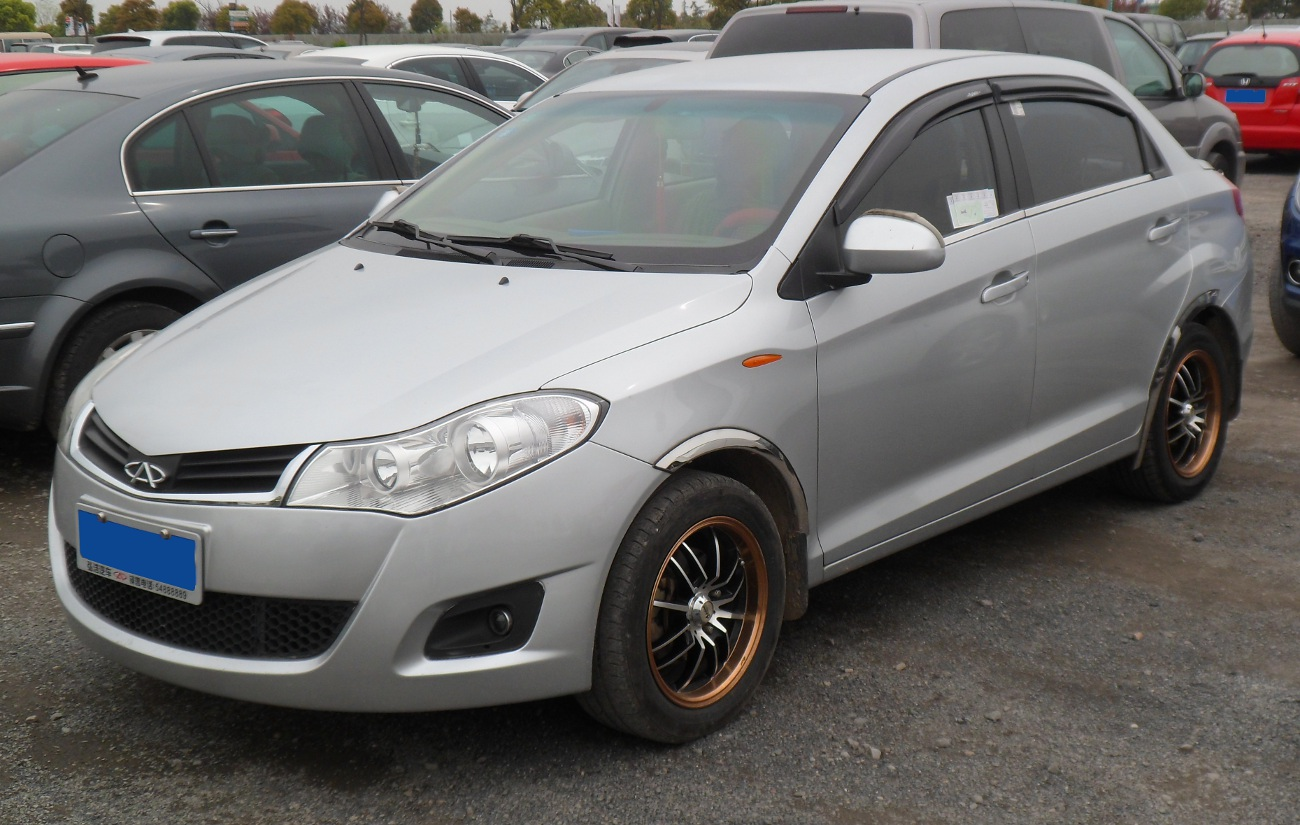
Chery Fulwin 2 (2009)

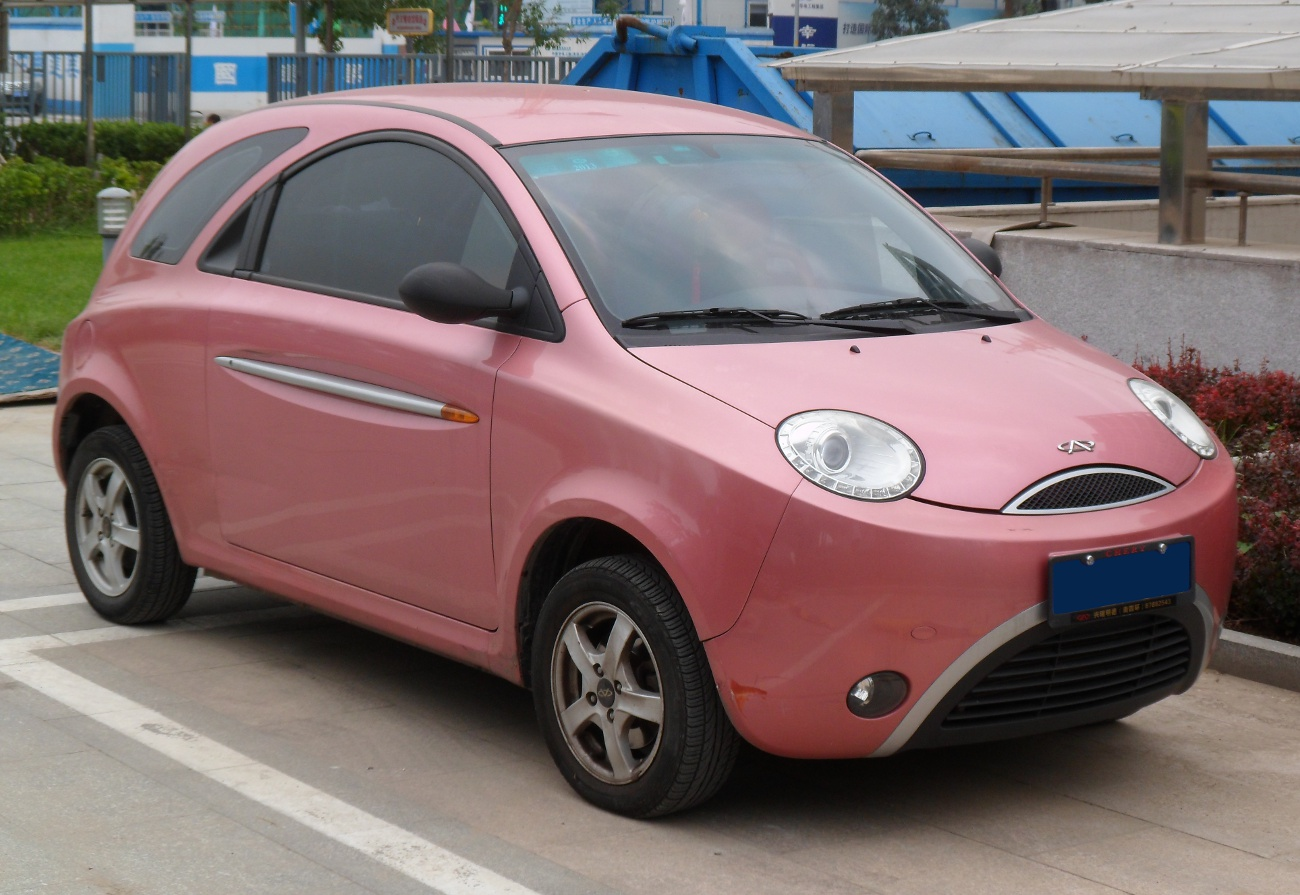
Chery QQme (2009)

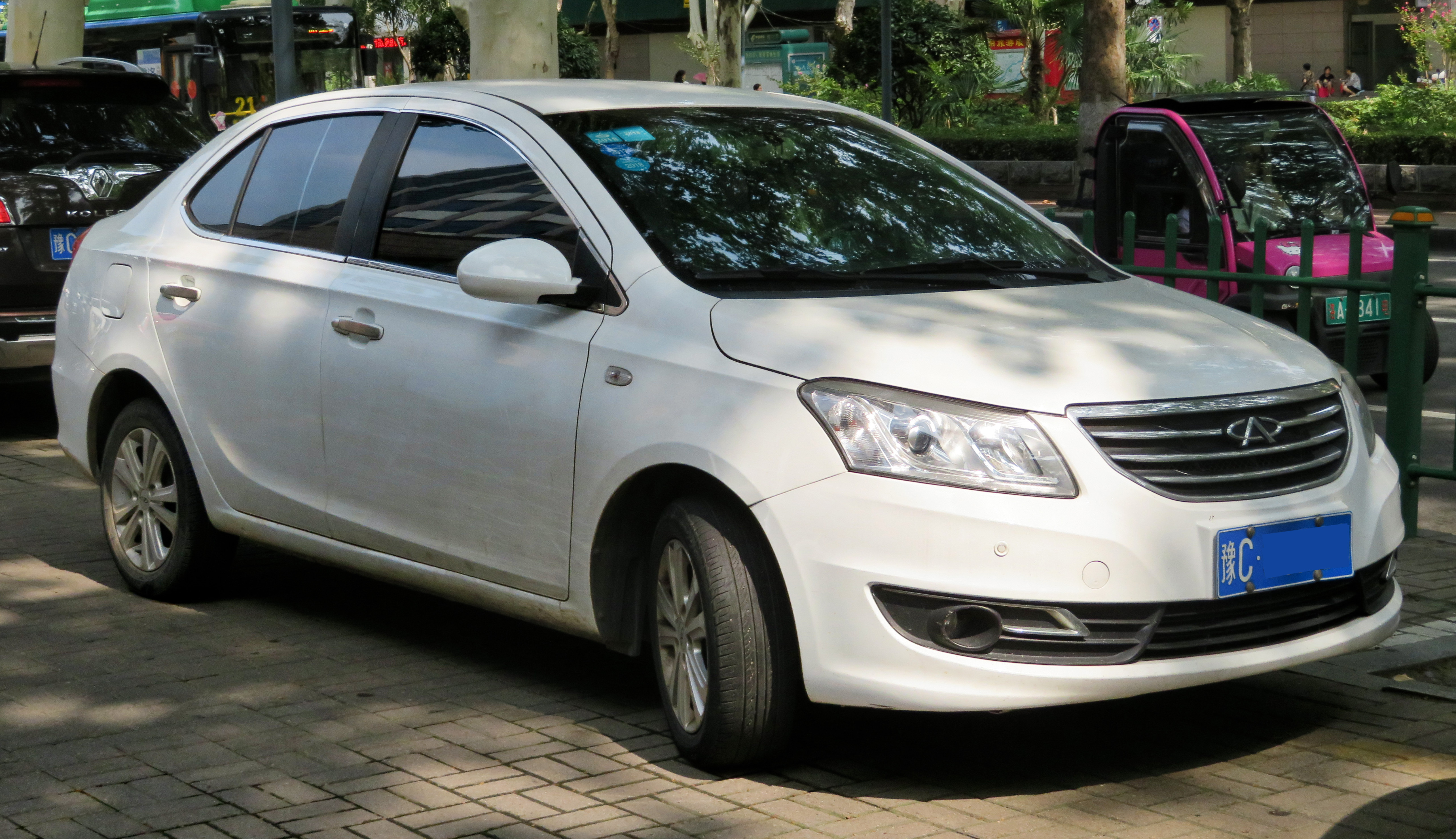
Chery E3 (2013)

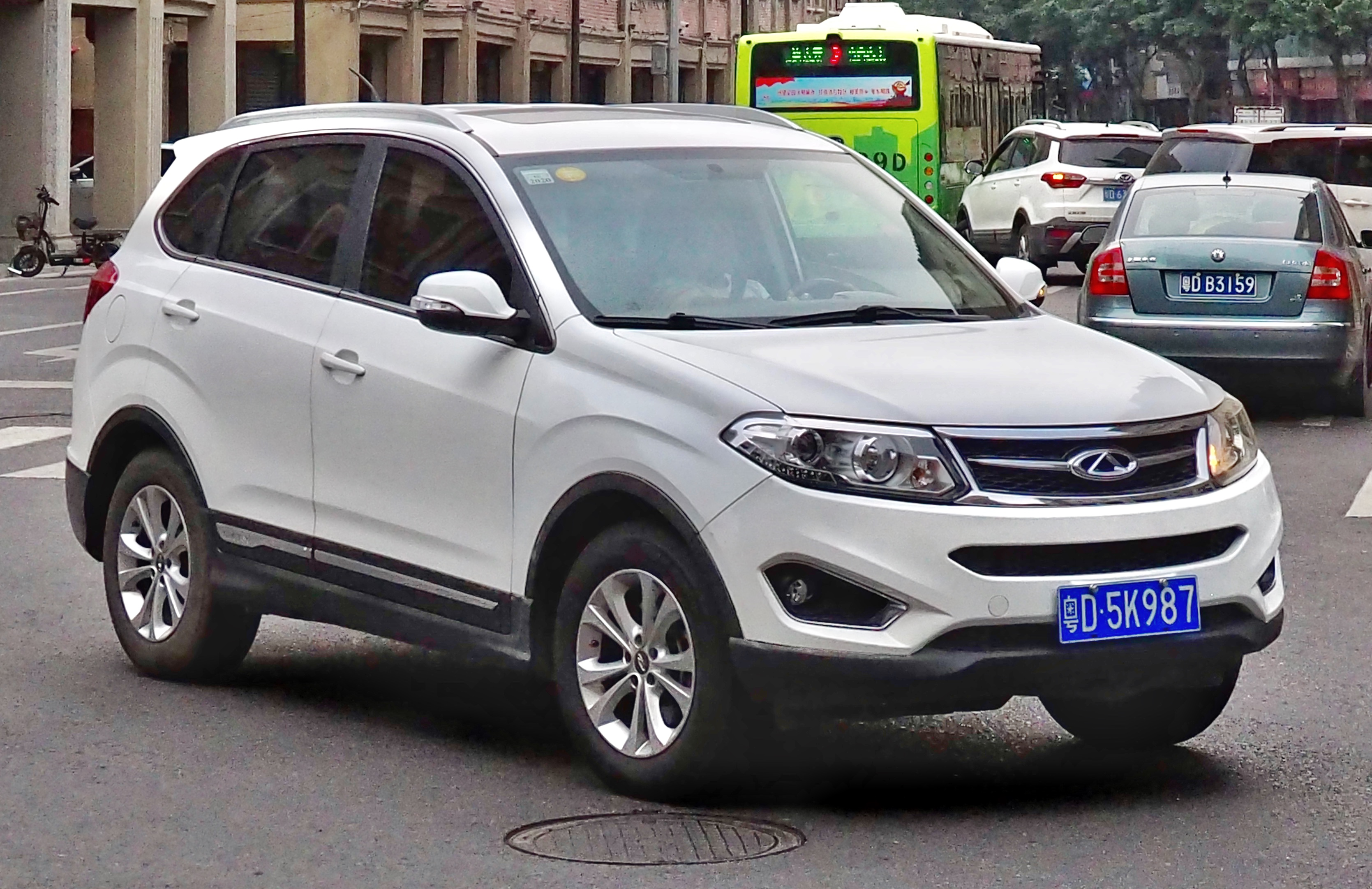
Chery Tiggo 5 (2013)

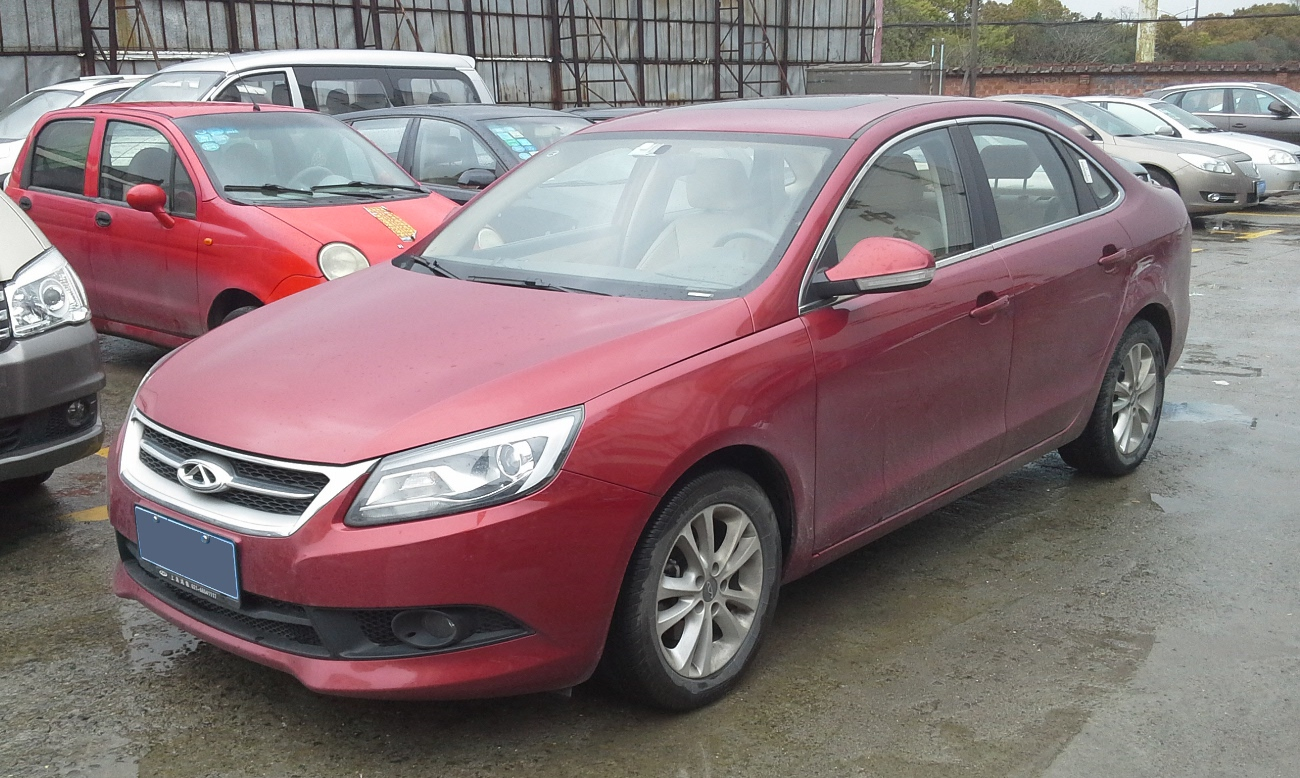
Chery Arrizo 7 (2013)

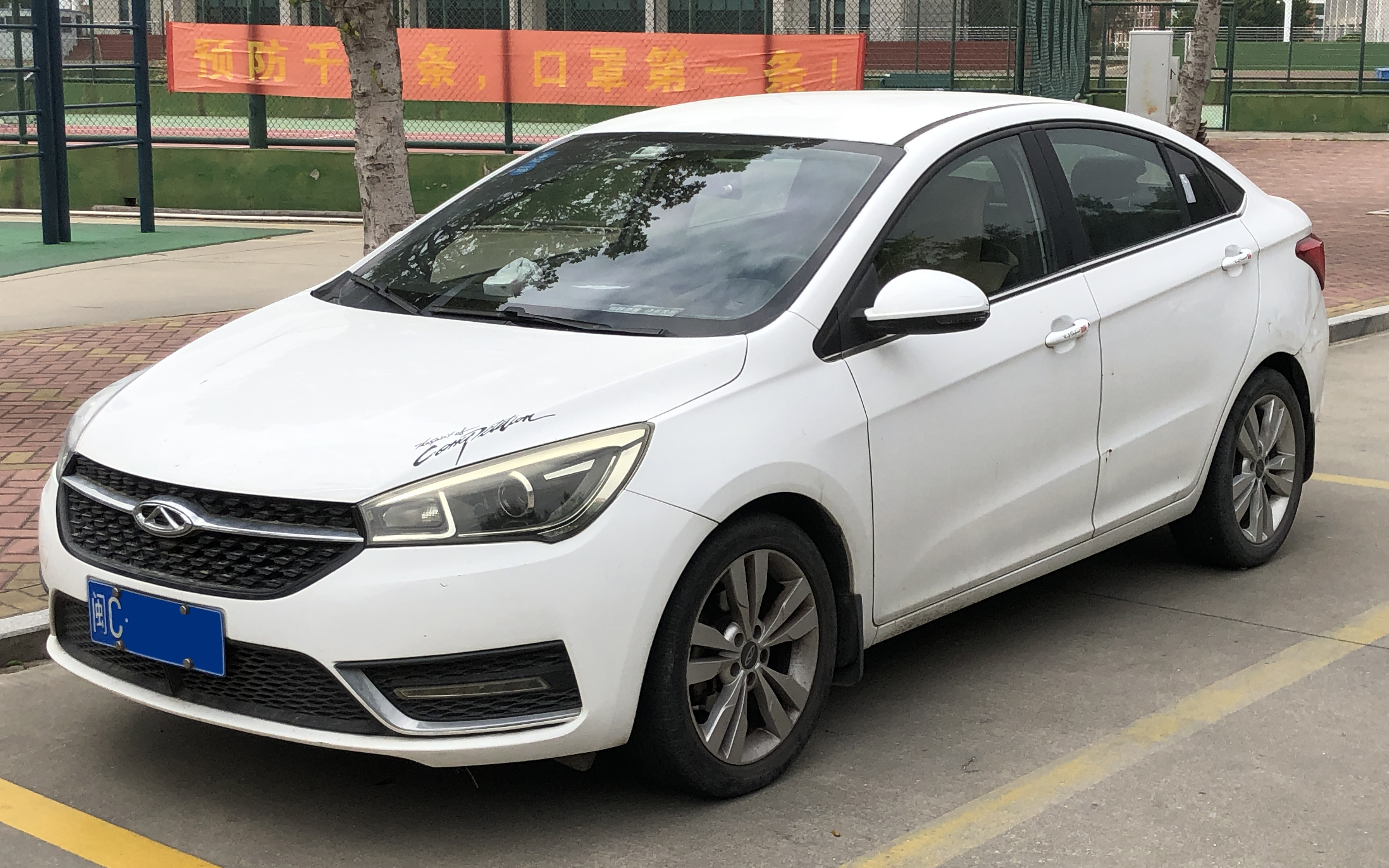
Chery Arrizo 5 (2016)

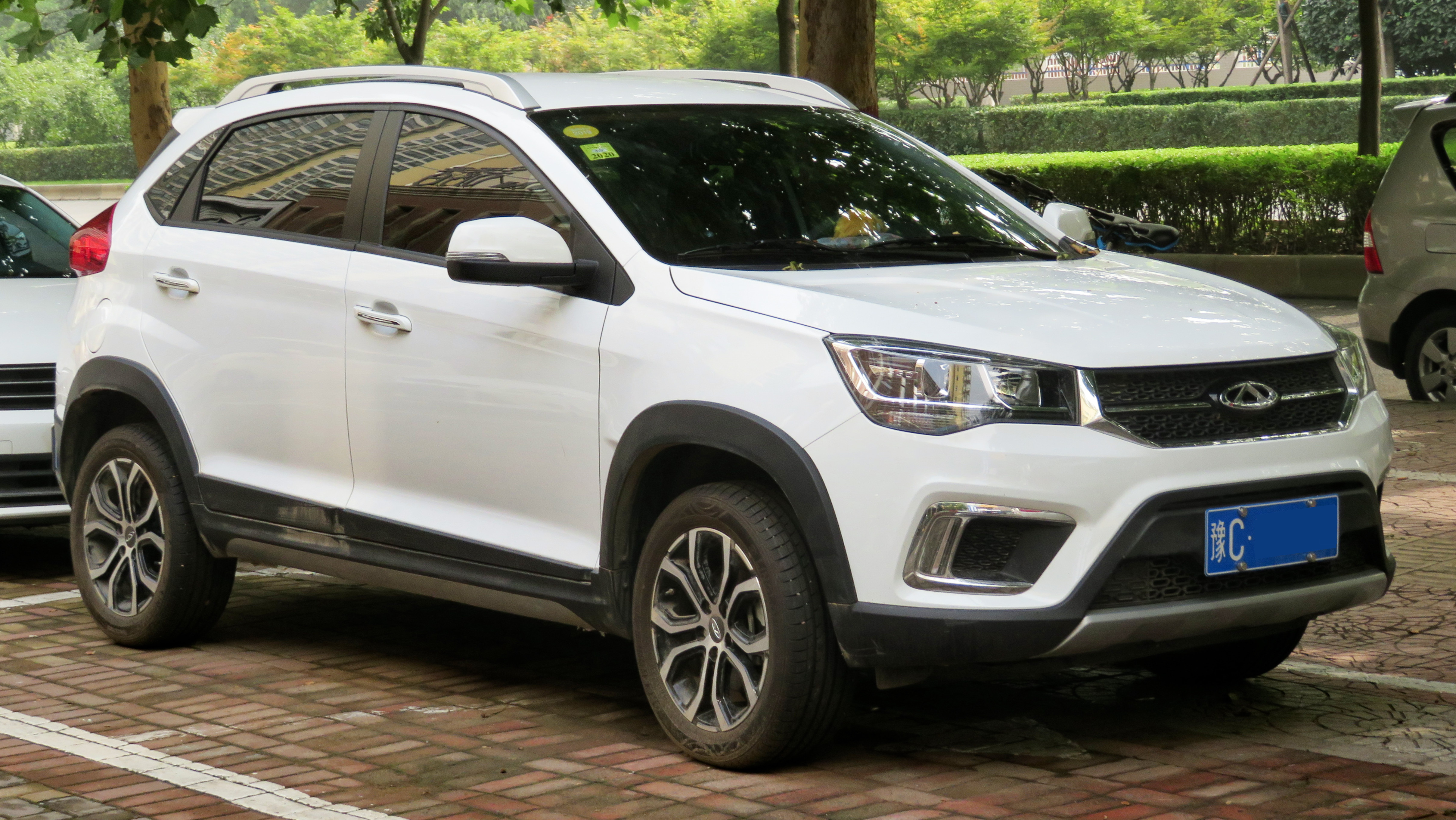
Chery Tiggo 3x (2016)

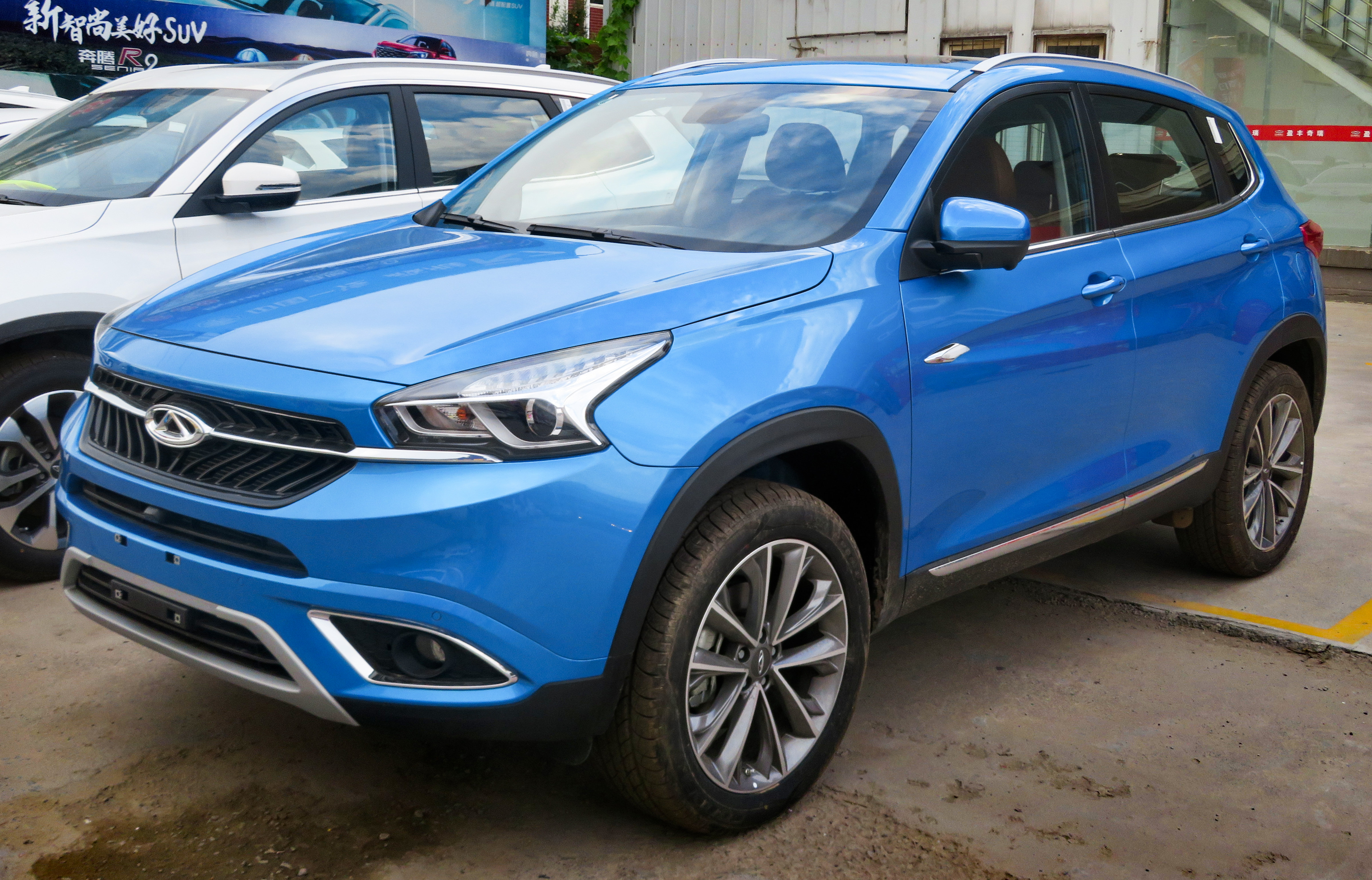
Chery Tiggo 7 (2017)

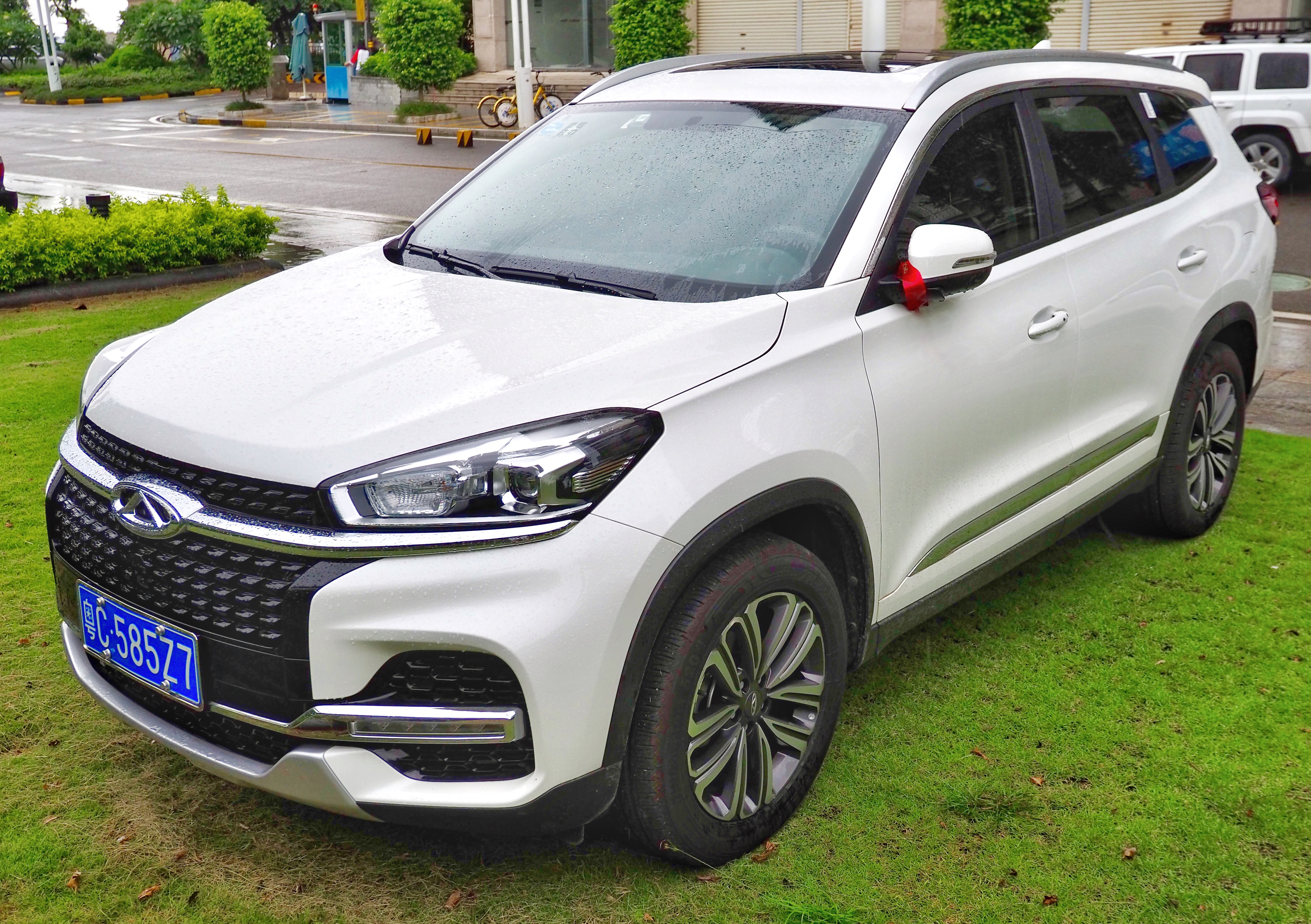
Chery Tiggo 8 (2018)

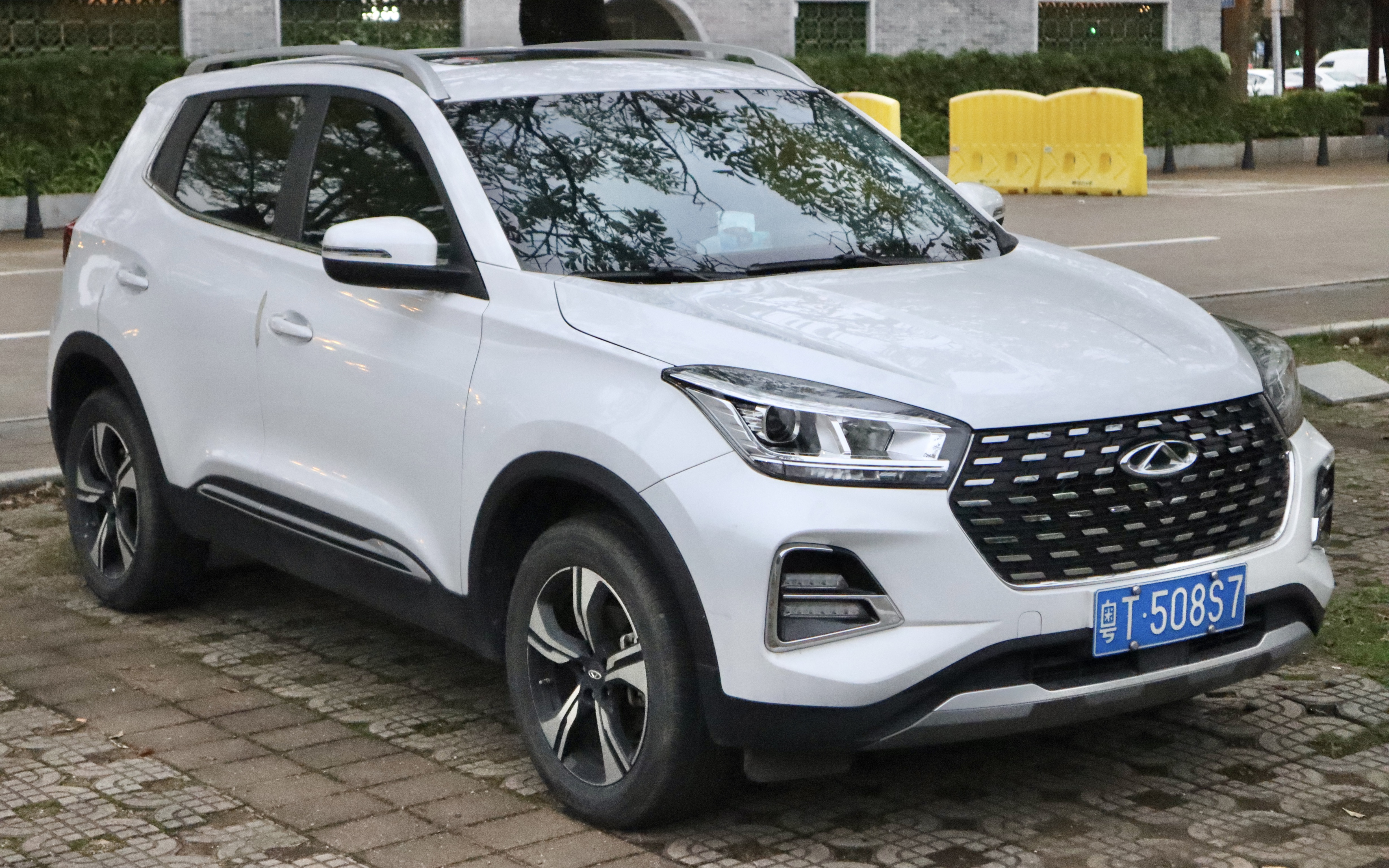
Chery Tiggo 5x (2020)

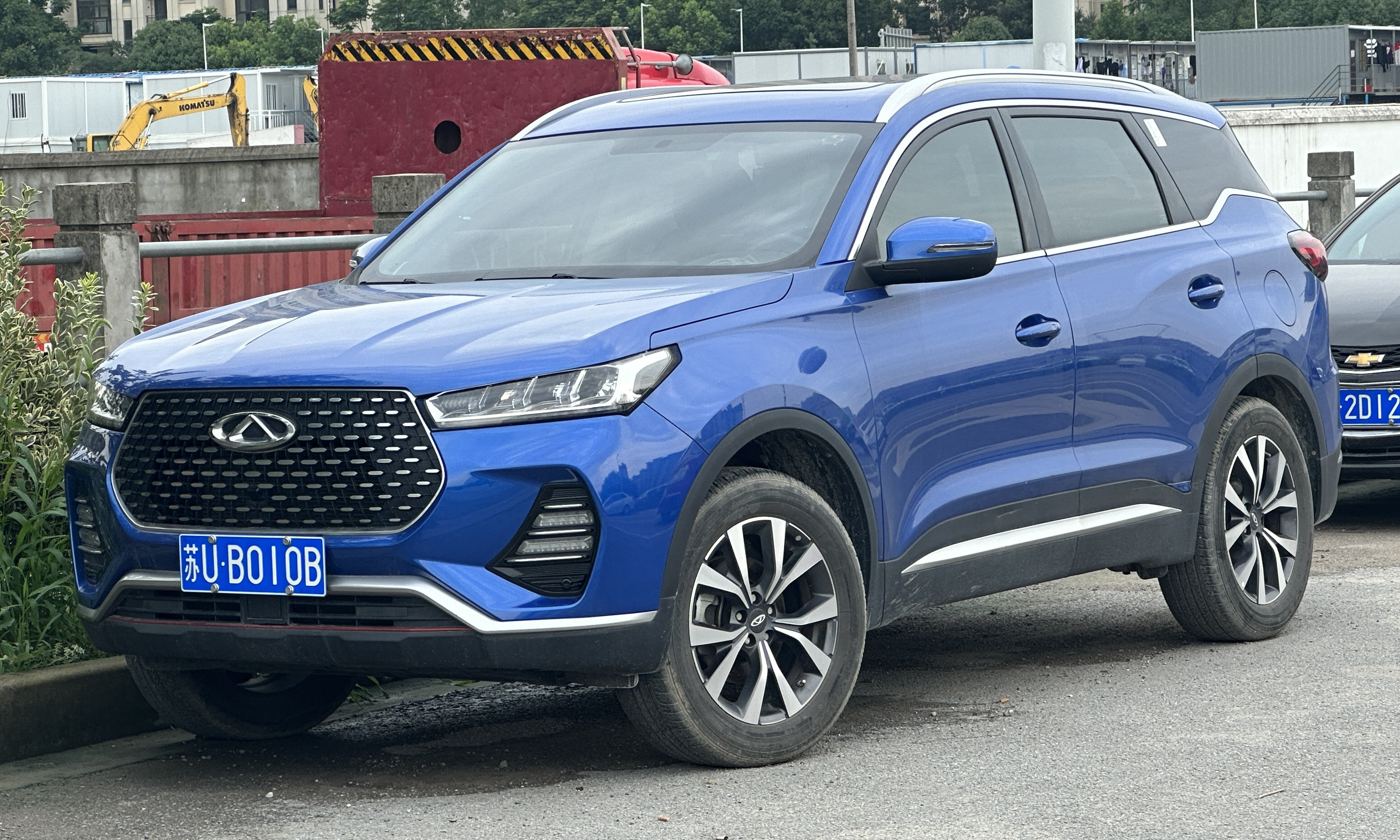
Chery Tiggo 7 (2020)

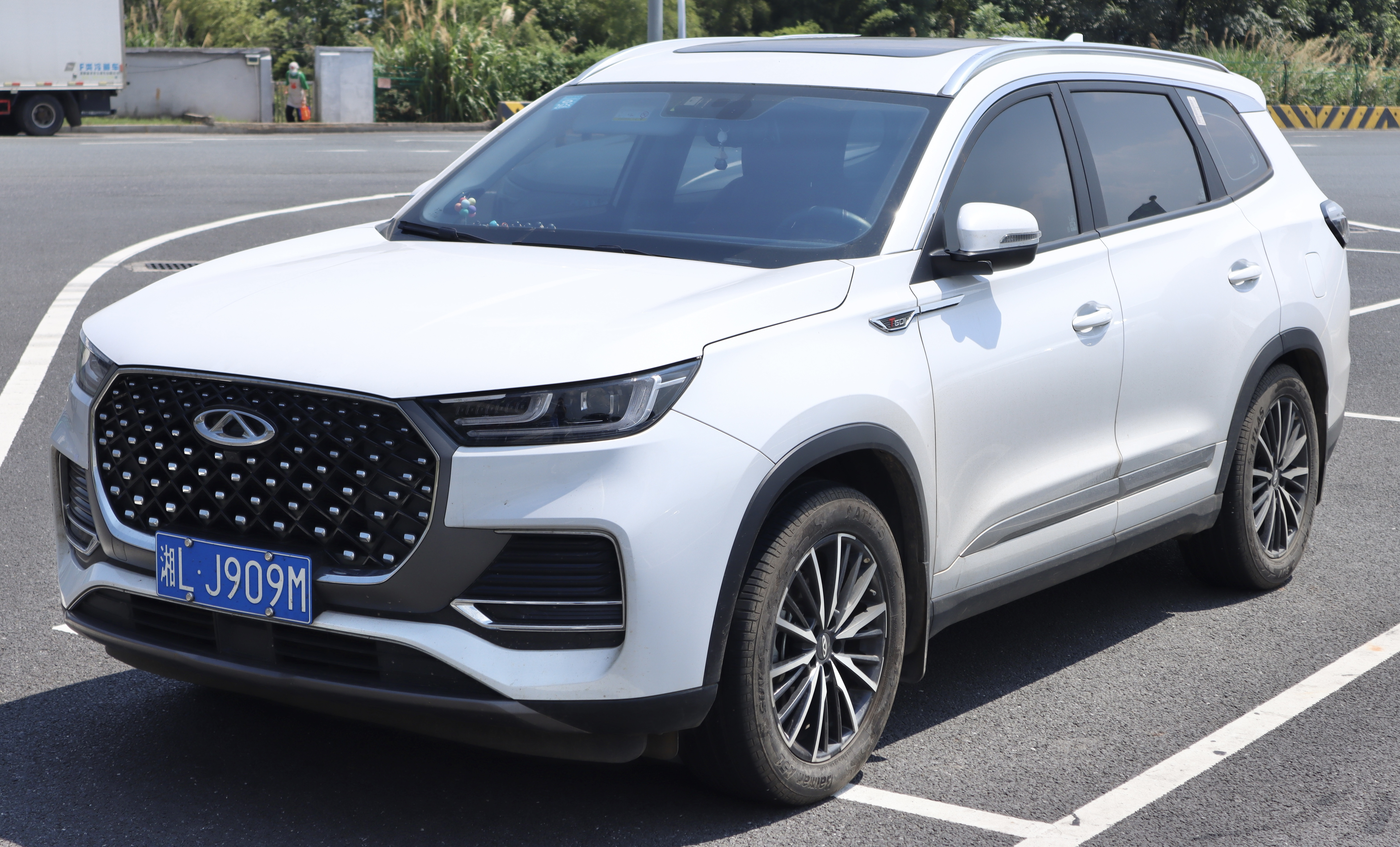
Chery Tiggo 8 Plus (2022)

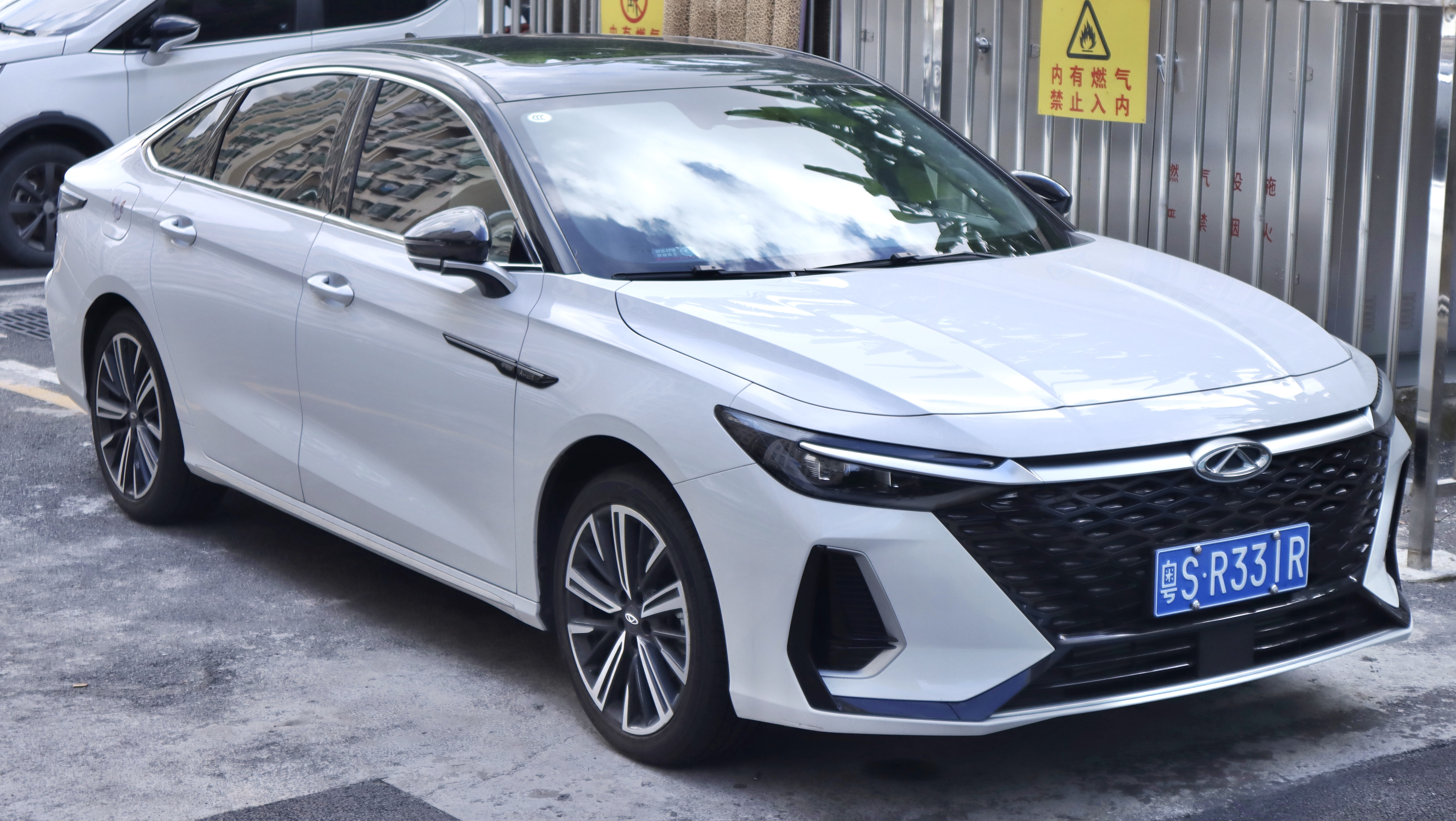
Chery Arrizo 8 (2022)

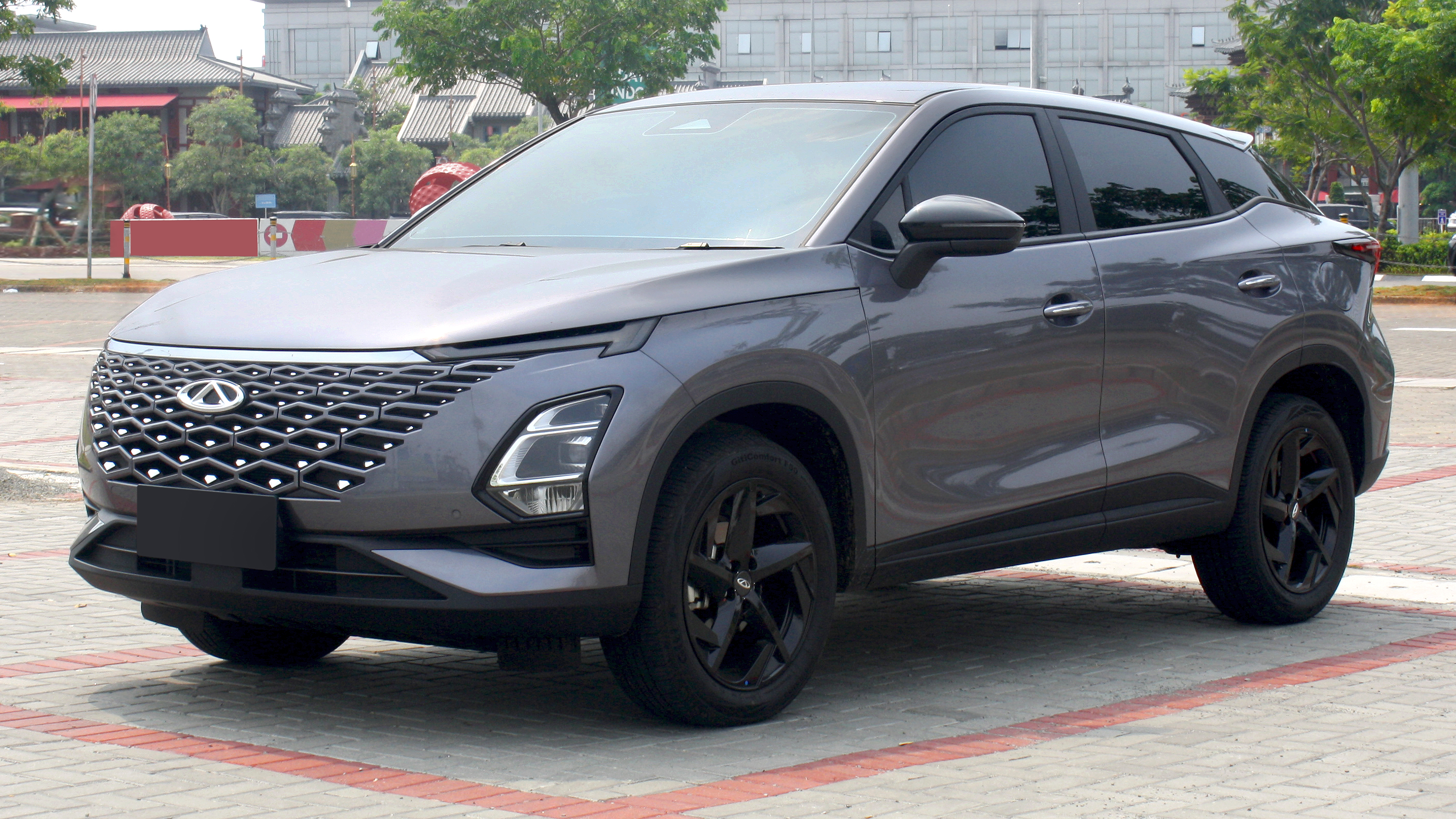
Chery Omoda 5 (2022)

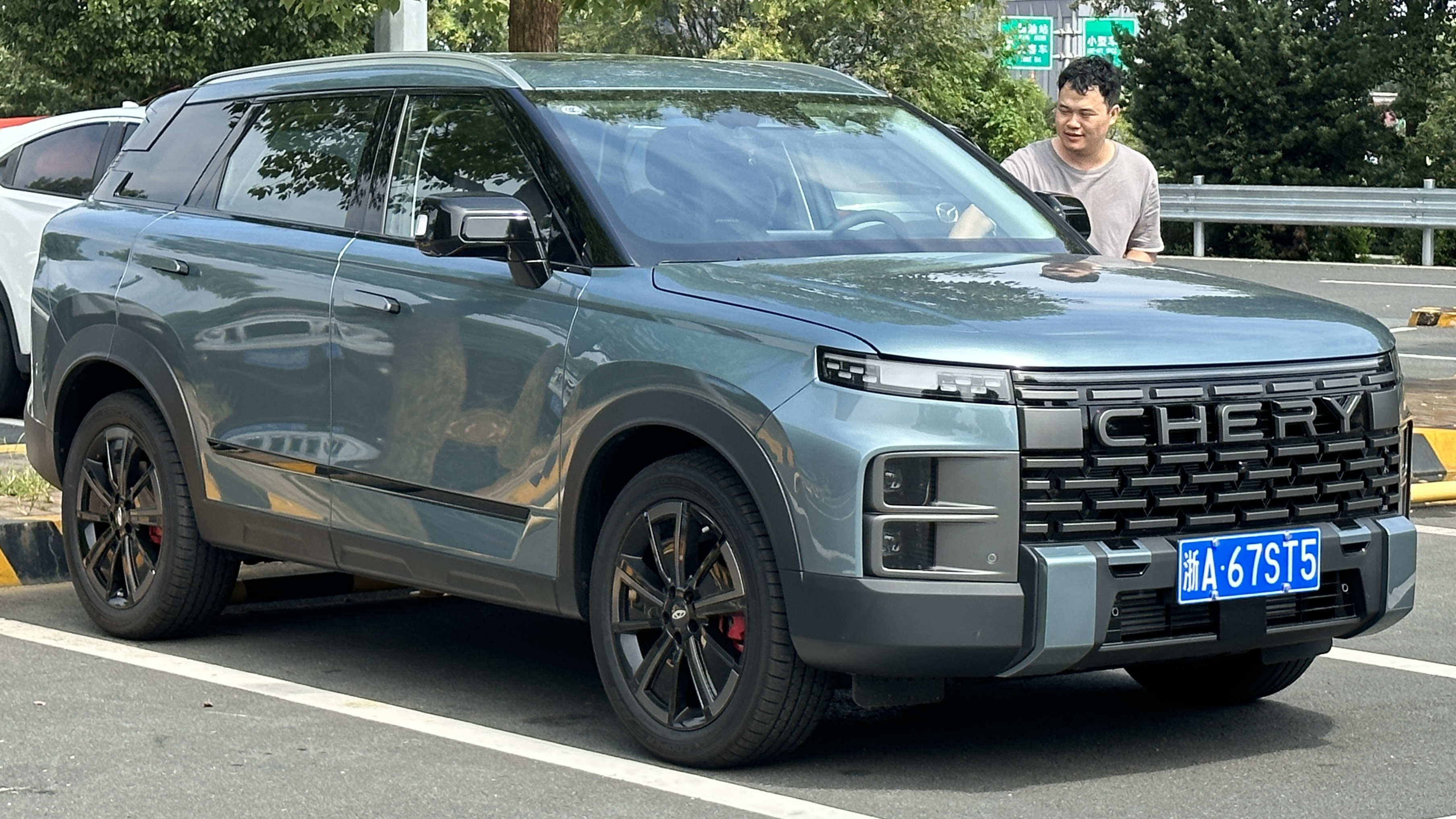
Chery Tansuo 06 (2023)

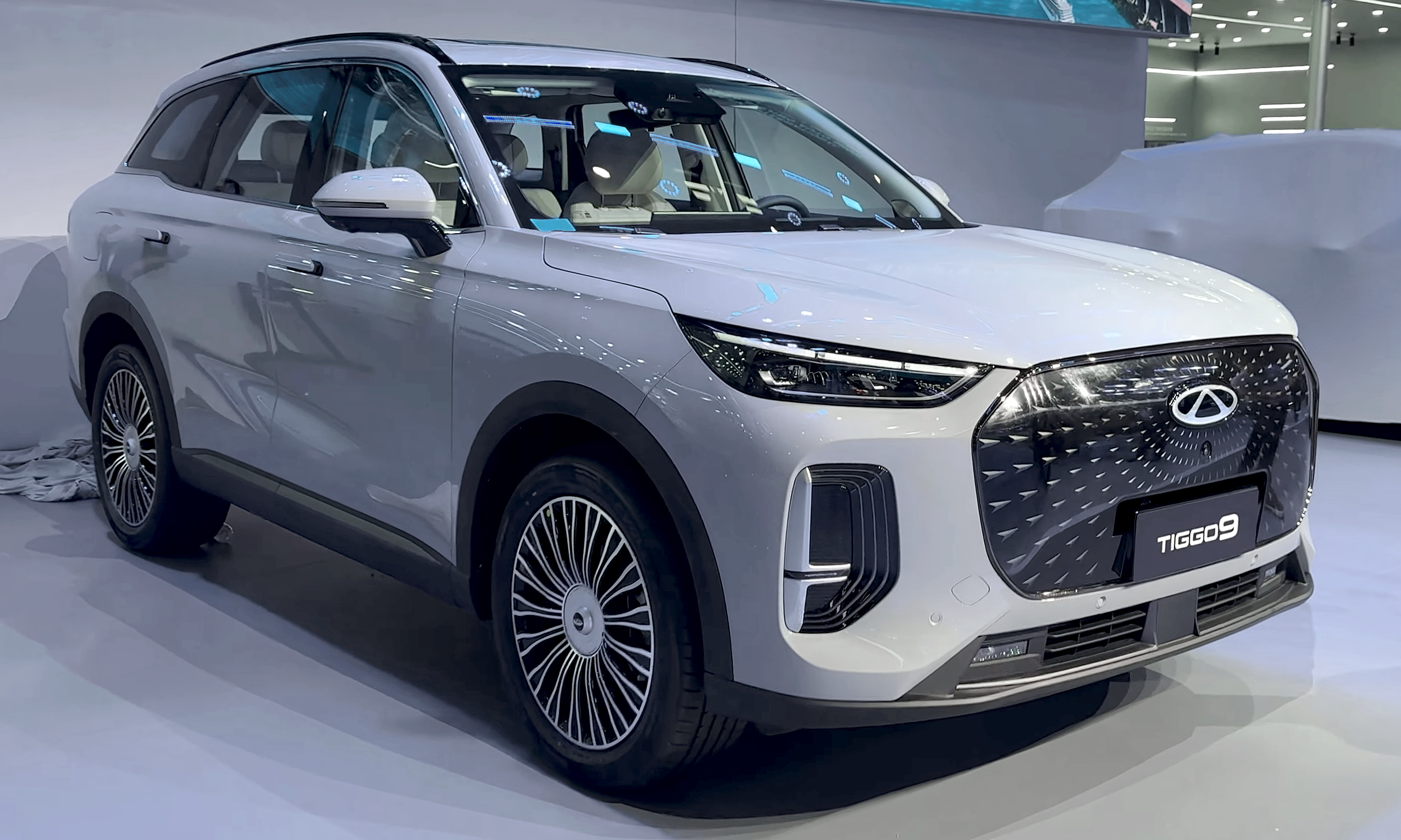
Chery Tiggo 8 L (2024)

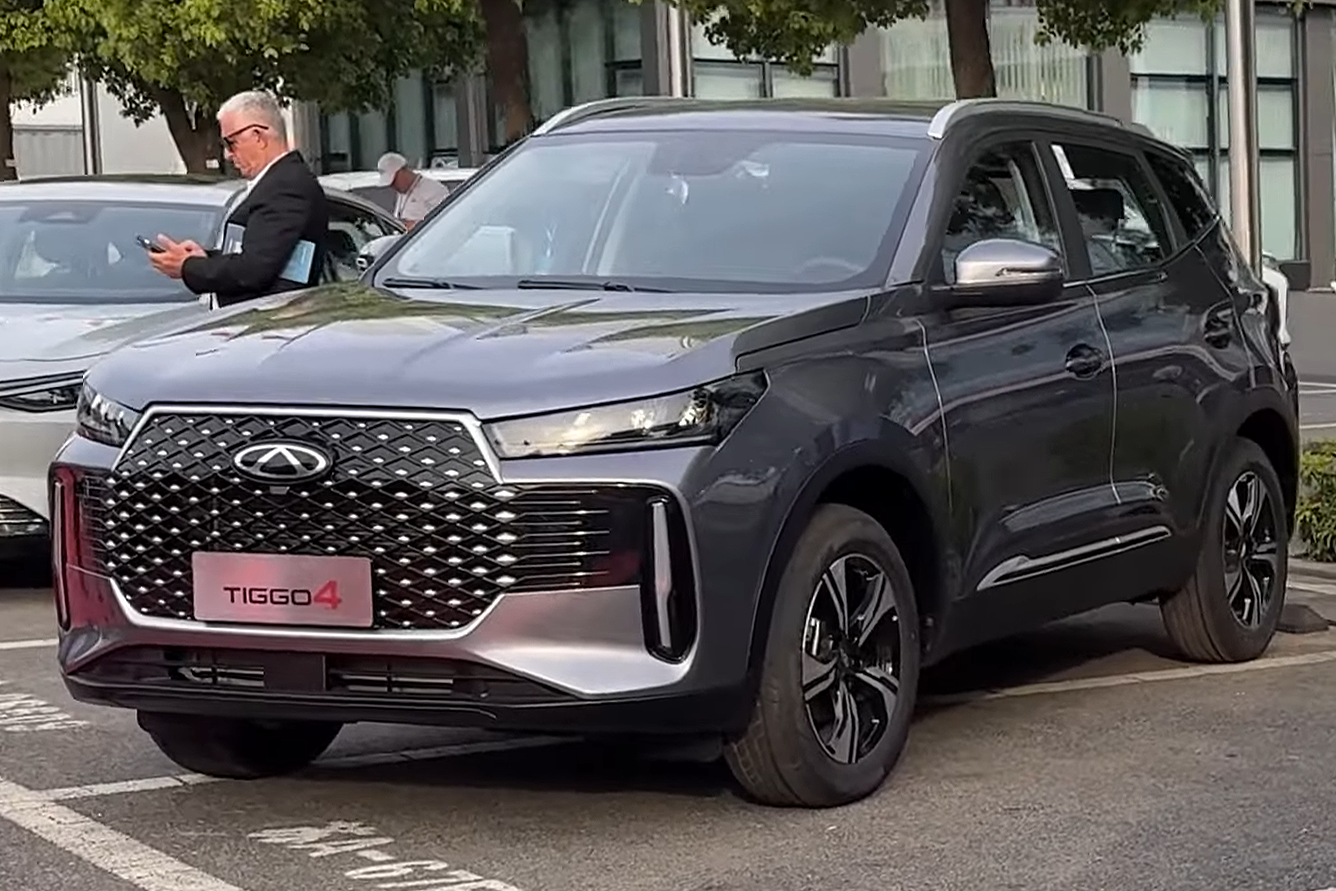
Chery Tiggo 4 (2024)

Chery Automobile (chiń. upr. 奇瑞汽车) – chiński państwowy koncern motoryzacyjny, z siedzibą w Wuhu, działający od 1997 roku. Należy do chińskiego holdingu Chery Holding.

## Struktura koncernu

### Marki

#### Obecne
- Chery – chiński producent samochodów osobowych działający od 1997 roku,
  - Chery New Energy – oddział produkujący samochody elektryczne działający od 2010 roku,
  - Chery Fulwin – oddział produkujący samochody hybrydowe działający od 2023 roku,
- Exeed – chiński producent samochodów osobowych działający od 2017 roku,
- Jetour – chiński producent samochodów osobowych, działający od 2018 roku,
- iCar – chiński producent samochodów osobowych działający od 2023 roku,
- Lepas – chiński producent samochodów osobowych działający od 2025 roku.

#### Regionalne
- Chirey – marka modeli Chery na rynku meksykańskim, działająca od 2022 roku,
- Omoda – marka wybranych modeli Chery na rynkach globalnych, działająca od 2022 roku,
- Jaecoo – marka wybranych modeli Chery na rynkach globalnych, działająca od 2023 roku,
- Exlantix – marka elektrycznych modeli Exeed na rynku europejskim i rosyjskim, działająca od 2024 roku,
- Soueast – marka wybranych modeli Jetour na rynku rosyjskim, działająca od 2024 roku.

#### Współdzielone
- Luxeed – chińska marka aliansu HIMA, korzystająca z podzespołów i fabryki Chery, działająca od 2023 roku,
- Freelander – chińsko-brytyjska marka joint venture Chery Jaguar Land Rover, działająca od 2024 roku.

#### Wycofane
- Riich – dawna chińska marka samochodów osobowych, istniejąca w latach 2009–2013,
- Cowin – dawna chińska marka samochodów osobowych, istniejąca w latach 2014–2018,
- Qoros – dawna chińska marka samochodów osobowych, należąca do Chery w latach 2007–2018,
- Rely – dawna chińska marka samochodów osobowych, istniejąca w latach 2009–2021,
- Costin – dawna chińska marka samochodów osobowych, istniejąca w latach 2020–2022.

### Spółki joint venture

#### Obecne
- Chery Jaguar Land Rover – chińsko-brytyjskie joint venture oferujące samochody Jaguar i Land Rover, działające od 2012 roku,
- Kaiyi Auto – chińskie joint venture pomiędzy Chery i miastem Yibin, działające od 2014 roku,
- Chery Ebro – chińsko-hiszpańskie joint venture oferujące samochody Ebro, działające od 2024 roku.

#### Dawne
- Qoros Auto – chińskie joint venture pomiędzy Chery i Israel Corporation, działające w latach 2007–2022.
- Costin Automobile – chińskie joint venture pomiędzy Chery i prowincją Szantung, działające w latach 2020–2022,

## Historia

### Początki
W styczniu 1997 roku władze chińskiego miasta Wuhu w prowincji Anhui zainaugurowały państwowe przedsięwzięcie motoryzacyjne o nieokreślonej jeszcze nazwie, mające na celu wytwarzać lokalnie rodzimej marki samochody. Już w poprzedzającym roku na przewodniczącego nowej inicjatywy wybrano Yina Tongyuego, dotychczasowego menedżera w niemiecko-chińskiej spółce FAW-Volkswagen, a także odkupiono porzuconą, dawną fabrykę cegieł w Wuhu. Dzięki finansowaniu władz prowincji, przystąpiono do jej modernizacji i adaptacji do wytwarzania samochodów, ograniczając się do komponentów i podzespołów. W kolejnym roku zdecydowano się wyłonić oficjalną nazwę handlową firmy i zarazem markę przyszłych samochodów, wybierając chińskie słowo "Qirui" (chiń. 奇瑞) oznaczające "nieoczekiwany i pomyślny". Oficjalną, międzynarodową transkrypcję tej nazwy w 1999 roku przedstawiono jako Cheery, wraz z początkami XXI wieku dokonać korekty na stosowane odtąd Chery Automobile.
Premiera pierwszego samochodu Chery Automobile miała miejsce równolegle z ogłoszeniem międzynarodowej nazwy firmy, w 1999 roku. Yin Tongyue porozumiał się z hiszpańskim Seatem, który właśnie kończył produkcję pierwszej generacji modelu Toledo. Chery kupiło licencję oraz prawa do kontynuacji produkcji we własnych zakładach w Chinach, wprowadzając w oryginalnym projekcie kosmetyczne modyfikacje wizualne i wykorzystując inny silnik konstrukcji nie Volkswagena, lecz Forda. W rezultacie powstało Chery Fengyun, którego seryjna produkcja rozpoczęła się w połowie grudnia 1999 roku. W ciągu pierwszych 2 lat chińska firma zmagała się jednak z ograniczonym popytem, ponieważ nie uzyskała ona pozwolenia na sprzedaż swoich samochodów na terenie całych Chin i mogła ją prowadzić tylko w rodzimej prowincji Anhui. W rezultacie, Chery nawiązało współpracę w 2001 roku z rodzimym koncernem SAIC Motor, który nabył udziały w niewielkim wówczas przedsiębiorstwie i dał dostęp do ogólnokrajowego rynku. W rezultacie, wielkość produkcji z 2 tysięcy samochodów w 2000 roku wzrosła do 30 tysięcy w 2001, a dwa lata później przekroczyła pułap 100 tysięcy.
W maju 2003 roku Chery przedstawiło głęboko zmodyfikowany, nowocześniejszy wariant Fengyuna pod nazwą Chery Cowin, a także drugi model w portfolio - małego, 5-drzwiowego hatchbacka Chery QQ. Projekt stylistyczny i proporcje pojazdu wywołały kontrowersje, kiedy to tuż po jego premierze amerykańskie General Motors zarzuciło Chery skopiowanie wytwarzanego wówczas przez koncern Daewoo Matiza i w efekcie kradzież własności intelektualnej. W 2005 roku Chery w obliczu sukcesu rynkowego jego produktów wymogło wykupienie pakietu akcji należącego do SAIC w odpowiedzi na naciski koncernu, aby przejąć większą kontrolę nad firmą z Wuhu.

### Okres ekspansji
W połowie pierwszej dekady XXI Chery przystąpiło do intensywnej rozbudowy swojego portfolio zarówno o samochody miejskie, jak i kompaktowe czy klasy średniej. Kluczowym produktem był przy tym pierwszy SUV Chery w postaci niewielkiego modelu Tiggo. W 2007 roku kompaktowe Chery A3 jako pierwszy chiński samochód zyskał ocenę pięciu gwiazdek w testach bezpieczeństwa China NCAP. W 2009 roku chińska firma wdrożyła strategię wielomarkową, tworząc filię Karry dla samochodów użytkowych oraz kolejne dwie dla większych i droższych produktów: Rely oraz Riich. Rynkowe niepowodzenie tych dwóch ostatnich skłoniło Chery do wycofania ich już w 2012 roku, jedynie tymczasowo upraszczając jednak swoje portfolio markowe.
W 2009 roku Chery wzbogaciło swoją ofertę o pierwszy samochód elektryczny oparty na modelu QQ o nazwie eQ, a rok później utworzyło specjalny oddział Chery New Energy skoncentrowany na dalszym rozwoju oferty zelektryfikowanych pojazdów. W 2012 roku firma nawiązała pierwszą współpracę na zasadzie spółki typu joint venture z zagranicznym producentem samochodów. W rezultacie powstało Chery Jaguar Land Rover, które rozpoczęło w Chinach produkcję wybranych modeli obu brytyjskich marek koncernu,.
W tym 2012 roku Chery zatrudniło pierwszego zagranicznego stylistę - byłego projektanta General Motors, Jamesa Hope’a, z kolei w 2013 roku do zespołu dołączył także były projektant Porsche Hakan Saracoglu. Zatrudnienie tego drugiego przez chiński koncern miało za zadanie poprawić wizerunek Chery Automobile opartego dotąd na tanich kopiach zagranicznych produktów.
W 2014 roku Chery na nowo przeszło do strategii rozbudowy marek w swoim portfolio, poczynając od Cowin skoncentrowanej na tanich samochodach. Kolejnym krokiem w tej strategii było utworzenie w 2017 roku nakierunkowanej na produkty premium marki Exeed i rok później jeszcze jednej filii Jetour, tym razem skoncentrowanej na dużych SUV-ach.
W 2018 roku do Chery dołączył Kevin Rice, były dyrektor ds. projektowania Mazda Europe, aby kierować nowo powstałym, pierwszym europejskim centrum projektowym firmy w Raunheim w Niemczech. W tym samym roku Chery zdecydowało się ponownie wprowadzić zmiany w swoim portfolio markowym, sprzedając innym chińskim podmiotom zarówno budżetowe Cowin, jak i mającego za sobą nieudany europejski debiut Qorosa.

### Dalszy rozwój
Przełom drugiej i trzeciej dekady XXI wieku przyniósł zmianę orientacji Chery z producenta tańszych i mniejszych samochodów na firmę specjalizującą się w większych sedanach oraz przede wszystkim SUV-ach i crossoverach. Wyrazem tego było oparcie portfolio na dwóch głównych liniach modelowych "Arrizo" oraz "Tiggo". W 2021 roku Chery ogłosiło strategię „Double 50” na lata 2021–2025, planując osiągnięcie w tym okresie poziomu eksportu 500 000 pojazdów rocznie. Już w 2023 roku firma przekroczyła te cele, eksportując wtedy 937 148 pojazdów.
Wpływ na wzrost eksportu Chery miała ofensywa rynkowa z 2023 roku, kiedy to firma wprowadziła na rynek trzy kolejne marki. Pierwsza z nich, iCar, skoncentrowała się na niewielkich samochodach elektrycznych nawiązujących wzorncitwem do samochodów terenowych i powstała z myślą o rynku rodzimym. Kolejne dwie, Jaecoo oraz Omoda, utworzono z kolei wyłącznie na potrzeby rynków eksportowych. Ponadto, pod koniec 2023 Chery przywróciło do użytku nazwę "Chery Fulwin", jednak tym razem nie dla taniego modelu, lecz całej linii produktowej skoncentrowanej na zelektryfikowanych wariantach istniejących już modeli firmy, jak i nowych produktach. Równolegle, Chery zostało też partnerem motoryazacyjnego przedsięwzięcia HIMA koncernu technologicznego Huawei, dostarczając technologię oraz moce produkcyjne dla modeli nowej marki Luxeed.
W marcu 2024 Chery odkupiło rodzime, podupadłe przedsiębiorstwo Soueast od koncernu Fujian Motors Group i reaktywowało je jako kolejną markę w ramach swojego portfolio na potrzeby rynków eksportowych. Z kolei w czerwcu tego samego roku Jaguar Land Rover i Chery podpisały list intencyjny w sprawie współpracy w zakresie rozwoju przyszłych pojazdów elektrycznych. JLR udzieliło licencji na stosowaną przez niego w przeszłości nazwę "Freelander" w celu produkcji nowej marki pojazdów elektrycznych opartych na technologii Chery w ramach platformy "E0X". W październiku tego samego roku Chery nawiązało kolejne partnerstwo, tym razem z południowo koreańskim KG Mobility, udostępniając platformę do rozwoju kolejnych modeli te firmy.

### Zasięg rynkowy
Eksport samochodów Chery poza granice Chin rozpoczął się już 2 lata po rozpoczęciu produkcji, w 2001 roku, kiedy to syryjski przedsiębiorca po wizycie na targach w Szanghaju wyraził zainteresowanie lokalną dystrybucją modelu Fengyun. Samochód zdobył popularność, co zachęciło syryjską firmę do poszerzenia działalności o inne kraje Bliskiego Wschodu. W 2006 roku Chery rozpoczęło oficjalnie sprzedaż swoich samochodów w Rosji i Ukrainie w 2007 roku poszerzyło działalność o Amerykę Łacińską poczynając od Chile, za to w 2008 roku - o RPA, Turcję i Argentynę.
Pierwszym europejskim rynkiem, gdzie trafiły do sprzedaży samochody Chery, zostały Włochy, gdzie lokalne przedsiębiorstwo DR Automobiles rozpoczęło montaż nieznacznie zmodyfikowanych chińskich modeli pod własną marką. W latach 2010–2011 polskie media spekulowały, jakoby to Chery miało odkupić znajdujące się wówczas w schyłkowej erze dawne zakłady Fabryki Samochodów Osobowych w Warszawie, mając tam rozpocząć produkcję kompaktowego Chery A3. Do transakcji jednak nie doszło, a w zakładach powstał tylko próbny egzemplarz.
W 2011 roku Chery podjęło się pierwszej próby sprzedaży swoich samochodów poza rynkami rozwijającymi się, rozpoczynając sprzedaż w Australii. Już 4 lata później chińska firma musiała wycofać się stąd po tym, jak jej produkty przestały spełniać nowsze normy bezpieczeństwa, sprzedając przez ten czas przy tym tylko 4,6 tysiąca pojazdów. Niepowodzeniem zakończyło się też utrzymanie operacji w drugiej dekadzie XXI wieku m.in. w RPA, Turcji, Indonezji, Malezji czy na Bliskim Wschodzie. W międzyczasie, w 2014 roku Chery otworzyło pierwszą fabrykę w Ameryce Południowej, inaugurując działalność zakładu w Jacareí w Brazylii.
Przyjęcie strategii o zintensyfikowaniu obecności Chery na za rynkach zagranicznych i podwojenie eksportu po 2021 roku doprowadziło zarówno do poszerzenia zasięgu o nowe kraje, jak i powrotu na rynki, gdzie firma przed dekadą poniosła porażkę. W 2021 firma ponownie rozpoczęła dystrybucję w RPA, z kolei rok później - także w Indonezji, wraz z budową lokalnej fabryki. W tym samym roku Chery oficjalnie rozpoczęło działalność w Meksyku, gdzie zmuszone było do nietypowej, lokalnie ograniczonej korekty nazwy. Amerykański przedsiębiorca Malcolm Bricklin w 2005 roku zyskał prawa do używania marki "Chery" w Ameryce Północnej i pomimo upadku jego pomysłu w 2008 zachował je przez kolejne lata w tym regionie. Co za tym idzie, chińska firma chcąc uruchomić dystrybucję w Meksyku musiała przemianować się tam na Chirey. W 2023 roku Chery powróciło oficjalnymi kanałami dystrybucji do działalności w Australii, Turcji i Malezji. W tym też roku spośród ponad 1,8-miliona sprzedanych samochodów - 52% trafiły na eksport. W 2024 roku Chery po raz pierwszy oficjalnie rozpoczęło dystrybucję swoich samochodów w Europie włącznie z rynkiem polskim, korzystając jednak ze swoich eksportowych marek Jaecoo i Omoda.

## Modele samochodów

### Obecnie produkowane

#### Samochody osobowe
- Arrizo 5
- Arrizo 5 Plus
- Arrizo 5 GT
- Arrizo 8

#### SUV-y i crossovery
- Tiggo 3x
- Tiggo 5x
- Tiggo 5x High Energy
- Omoda 5
- Tansuo 06
- Tiggo 7
- Tiggo 7 Plus
- Tiggo 7 High Energy
- Tiggo 8
- Tiggo 8 Pro
- Tiggo 8 Plus
- Tiggo 8L
- Tiggo 9
- Tiggo 9L

#### Pickupy
- Himla

### Historyczne
- Fengyun (1999–2006)
- QQ (2003–2006)
- Karry (2007–2009)
- V2 (2007–2009)
- Cowin (2003–2010)
- QQ6 (2006–2010)
- A5 (2006–2012)
- Cowin 5 (2012)
- QQ3 (2006–2013)
- Cowin 1 (2010–2013)
- Cowin 3 (2010–2013)
- Tiggo (2005–2014)
- V5 (2006–2009)
- A1 (2007–2015)
- A3 (2008–2015)
- Eastar Cross (2012–2015)
- E3 (2013–2015)
- Cowin 2 (2010–2016)
- E5 (2011–2016)
- Eastar (2006–2016)
- Arrizo 7 (2013–2018)
- Arrizo M7 (2015–2018)
- eQ2 (2018)
- A13 (2008–2019)
- Arrizo 3 (2014–2020)
- eQ (2014–2020)
- Tiggo 5 (2013–2021)
- QQ (2013–2022)
- Tiggo 3 (2014–2023)

### Studyjne

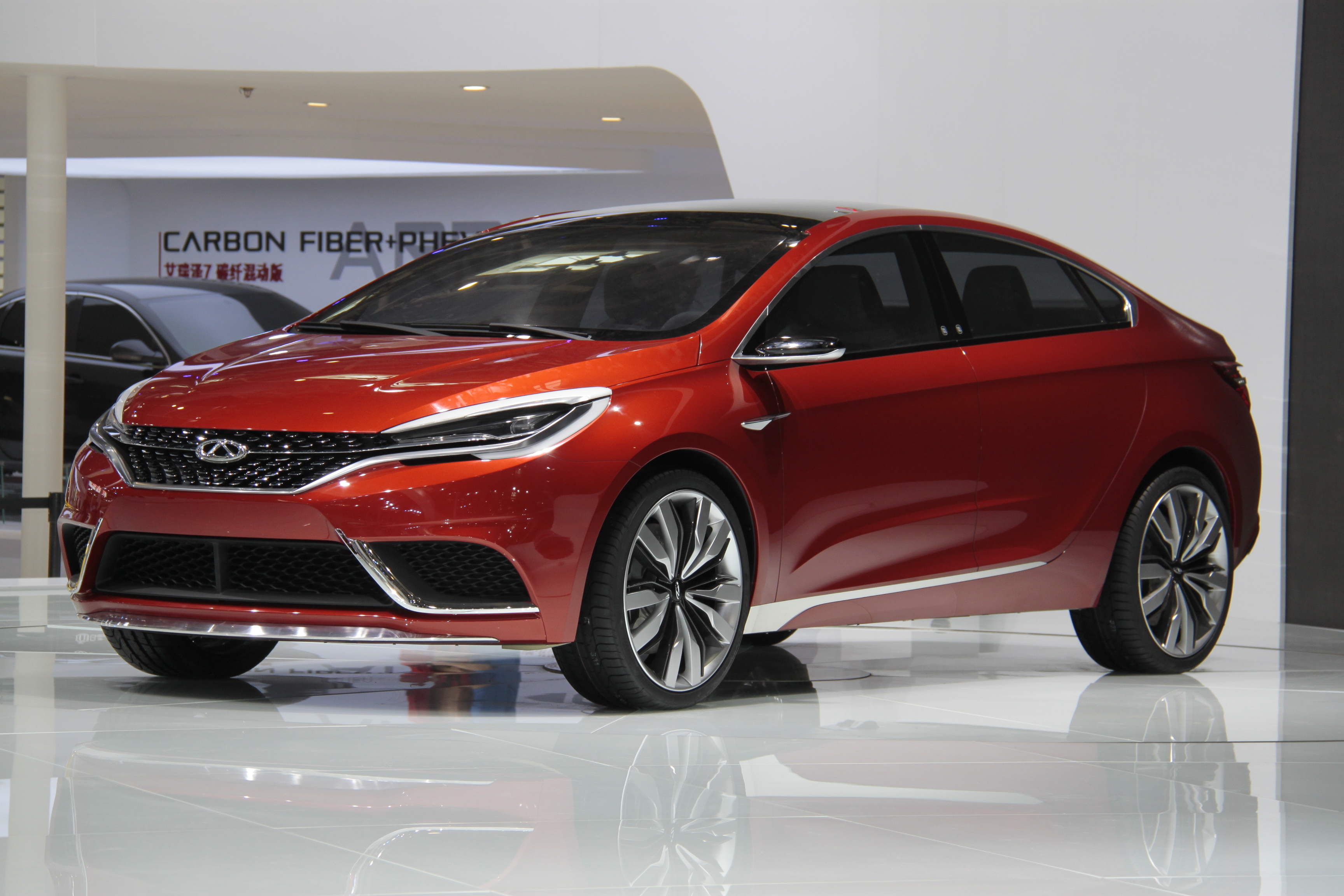
Chery Concept Aplha (2014)

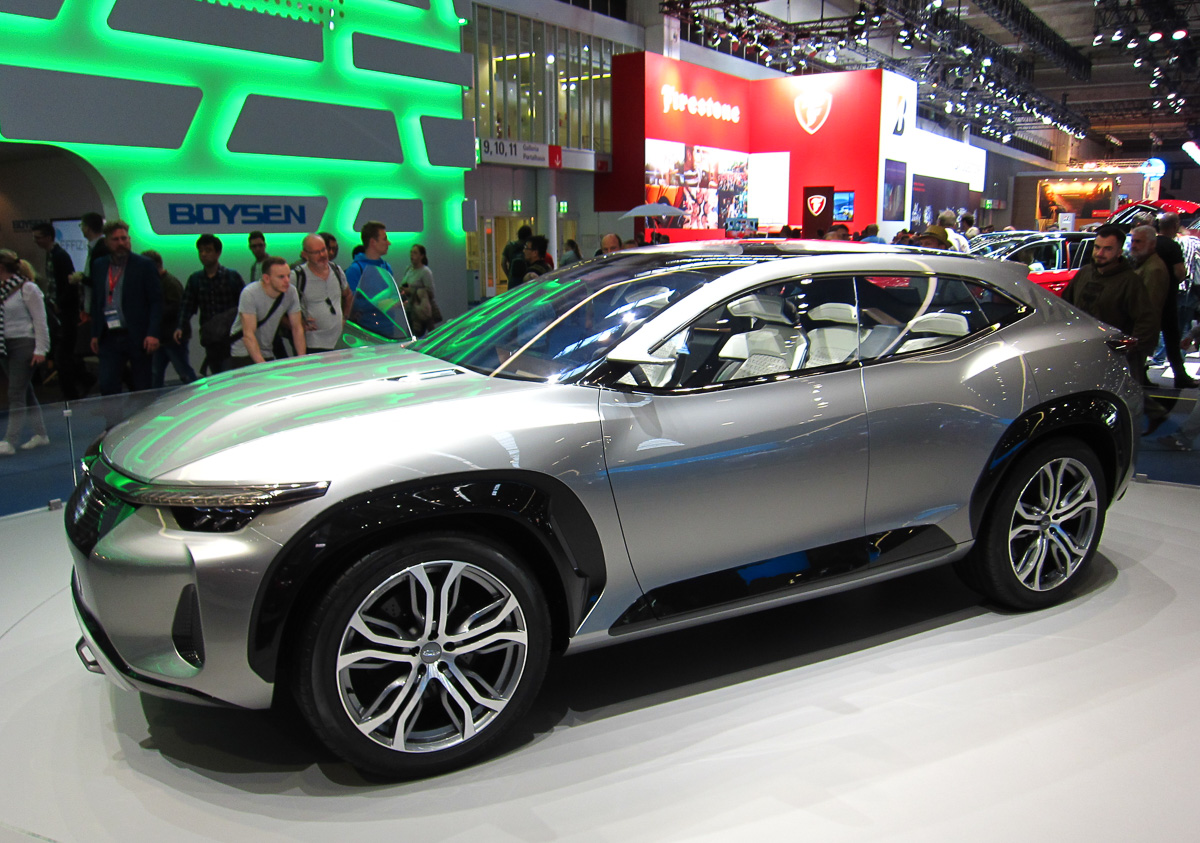
Chery Tiggo Coupe (2017)

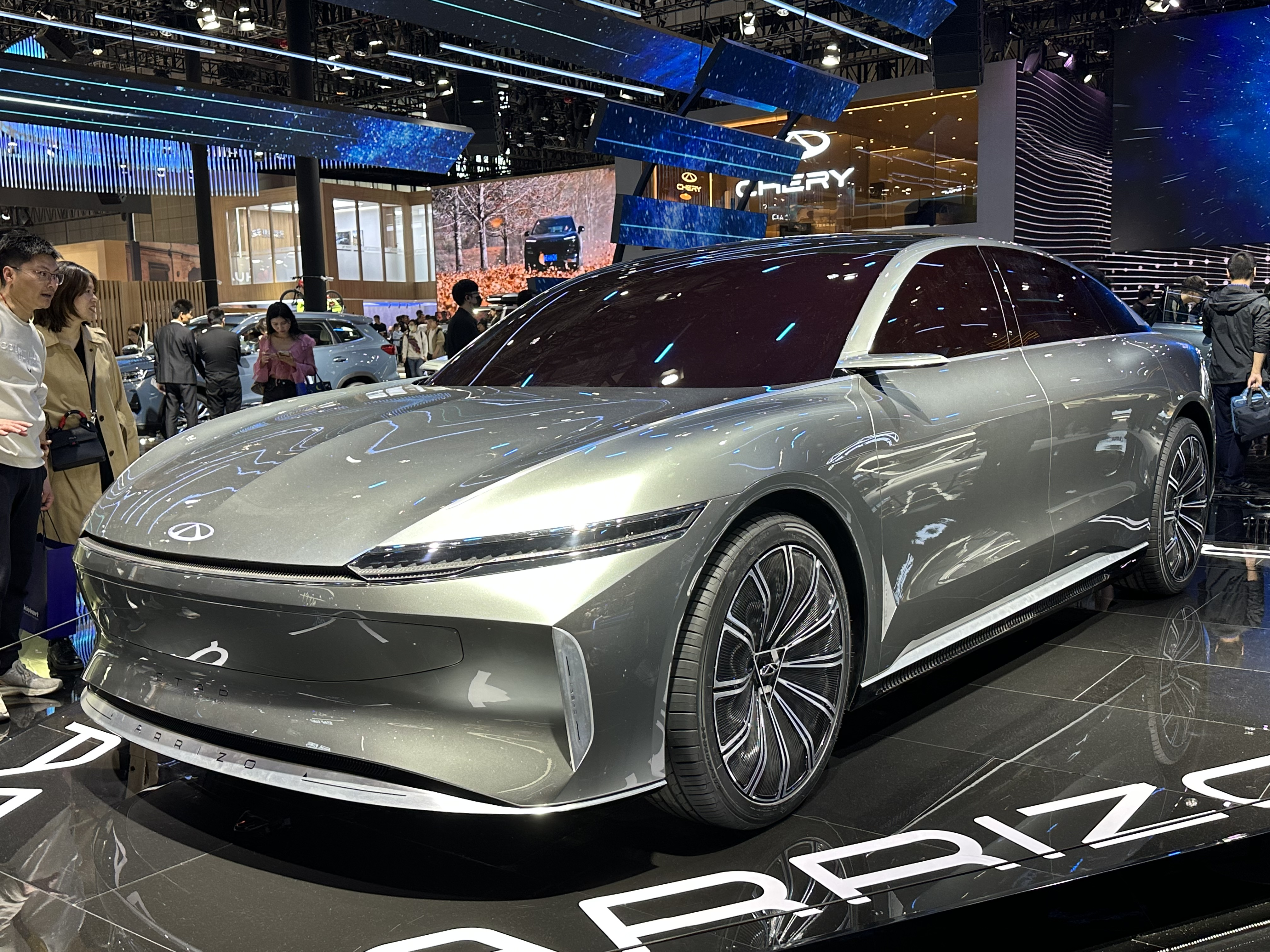
Chery Arrizo Star (2023)

- Chery M15 (2005)
- Chery S16 (2005)
- Chery LUI (2006)
- Chery LEI (2006)
- Chery A6 CC (2006)
- Chery A2 Shooting Sport (2007)
- Chery TX (2012)
- Chery Ant (2012)
- Chery Ant 2.0 (2013)
- Chery Beta 5 (2013)
- Chery Alpha 7 (2013)
- Chery Concept Alpha (2014)
- Chery Concept Beta (2014)
- Chery Alpha 5 (2015)
- Chery FV2030 (2016)
- Chery Tiggo Coupe (2017)
- Chery Tiggo 7 Concept (2019)
- Chery Arrizo Star (2020)
- Chery Ant X (2021)
- Chery Ant Z (2021)
- Chery Gene (2022)
- Chery Arrizo Star (2023)
- Chery TJ-1 (2023)
- Chery Aero Concept (2023)
- Chery QQ (2025)